# História do cristianismo na Espanha
O cristianismo na Espanha tem uma longa história: quase dois mil anos, segundo a lenda que remonta suas origens à evangelização da Península Ibérica, já no século I, pelo apóstolo São Tiago Maior (associado às histórias da Virgem do Pilar de Zaragoza e do milagroso transporte de seu cadáver até Compostela), e por São Paulo, cuja viagem à Hispânia é improvável, mas da qual consta, ao menos, sua vontade expressa de realizá-la:

## Introdução
Depois de ter sido imposto como religião oficial no último século do Império Romano, o cristianismo sofreu as vicissitudes de uma prolongada Idade Média, que começou experimentando a segregação entre o arianismo trazido pelos invasores germânicos e o catolicismo dos hispano-romanos (até a conversão de Recaredo em 586), para, depois, confrontar-se com o Islã na Reconquista, período que testemunhou tanto a tolerância quanto as tentativas de erradicação entre religiões alternadamente dominantes.
A conformação dos reinos que acabaram reunindo-se na Monarquia Católica ou na Monarquia Hispânica do Antigo Regime se deu, em grande medida, através da construção de uma personalidade fortemente religiosa, representativa do domínio social do grupo que se identificava com o conceito etnicamente excludente de cristão velho, e que desembocou no que pode ser chamado de política de "máximo religioso" dos Reis Católicos –incluindo a criação da Inquisição Espanhola, a expulsão dos judeus e o batismo forçado dos moriscos, bem como uma forte reforma institucional do clero, a cargo do cardeal Cisneros.
A Igreja espanhola da Idade Moderna foi, desde então, um mecanismo disciplinado e a serviço da monarquia e dos estamentos privilegiados, pouco acessível às inovações da Reforma luterana, que alcançou apenas círculos minoritários (alguns, inclusive, com pouca relação com o luteranismo, como os alumbrados), de modo que os conflitos religiosos na Espanha não foram comparáveis aos que dilaceraram França, Inglaterra, Alemanha ou Hungria na mesma época.
A Espanha, com o consenso interno garantido em matéria religiosa graças ao rígido controle social, foi um firme bastião do catolicismo romano, que os reis da Casa de Áustria reivindicavam defender em suas guerras exteriores na Europa (contra luteranos ou anglicanos, embora, por vezes, se confrontassem com a França católica ou os próprios Estados Papais), no Mediterrâneo (contra os turcos) e na colonização da América (justificada como evangelização, não sem reflexões contrárias, como as de Bartolomé de las Casas).
Em contrapartida, ocorreram debates intensos, como o que se deu em torno do erasmismo, vinculado à resistência à modernização nas ordens religiosas. Durante o século XVI, surgiu um movimento reformista de caráter místico no qual se envolveram –com não poucas confrontações– os carmelitas Santa Teresa de Jesús e São João da Cruz; também, no contexto da Contrarreforma, fundou São Inácio de Loyola a muito influente Companhia de Jesus.
A complacente imagem de uma Espanha "mais papista que o Papa", ou "martelo dos hereges, luz de Trento, espada de Roma", cujas cidades disputavam a primazia no fervor mariano (votos asuncionista e concepcionista), teve sua caricatura na Lenda Negra, que fixou o estereótipo do espanhol como austero, cruel, intolerante e supersticioso.
A identificação majoritária do que é espanhol com a versão mais ultrapassada do catolicismo, ou a resistência minoritária a ele, impregnaram boa parte da mentalidade e da literatura espanhola: séculos depois, Valle Inclán descreveu, em três adjetivos, o retrato desse eterno e quixotesco hidalgão espanhol, o Marqués de Bradomín, como "feio, católico e sentimental".
Com a queda do absolutismo e a abolição da Inquisição no século XIX, surgiram também as primeiras comunidades protestantes na Espanha, que, a princípio, eram apenas toleradas com severas restrições à prática de seu culto.
A crise do Antigo Regime, culminada com a Guerra Carlista, destruiu as bases econômicas e o monopólio ideológico e intelectual do clero, bem como boa parte do consenso social existente até então, podendo-se falar, a partir da Idade Contemporânea, de Duas Espanhas que tinham na oposição o anticlericalismo/catolicismo integrista uma das fissuras que as conduziram a uma Guerra Civil.
Esta foi justificada como cruzada pelo clero, vítima de uma violentíssima repressão na retaguarda republicana (que veio a ser qualificada como perseguição religiosa lembrada desde o pontificado de João Paulo II com canonizações multitudinárias).
Para o primeiro franquismo, o nacionalcatolicismo foi uma das principais marcas de identidade, além de constituir os "católicos" uma das famílias nas quais Franco se apoiava no exercício de seu poder.
Após o Concílio Vaticano II, a hierarquia católica passou a se dividir entre uma orientação progressista e outra conservadora (sem que essa diferença, assim como ocorre entre uma orientação centralista e outra mais próxima dos nacionalismos periféricos, impeça a manutenção de uma unidade estreitamente coordenada e controlada a partir do papado).
Simultaneamente, as comunidades cristãs de base alinharam-se claramente com a oposição ao franquismo.
A Transição espanhola significou a plena liberdade religiosa segundo a Constituição de 1978, que, no entanto, reconhece a condição peculiar da Igreja católica, protegida em questões relativas ao financiamento e ao ensino (acordos educativos e disciplina de religião), o que originou, já em plena democracia, alguns confrontos com mobilizações massivas.
Outras questões que separam a Conferência Episcopal dos sucessivos governos foram assuntos relacionados com a moral, como o divórcio, o aborto ou o casamento igualitário.
Não foram tanto as conversões, mas a recente incorporação à sociedade espanhola de numerosos contingentes de imigrantes que ampliou a presença de confissões cristãs não católicas, sem conflitos significativos, além de acrescentar uma numerosa população muçulmana cuja integração se mostrou mais problemática.
Mas o maior desafio à personalidade cristã da Espanha é a secularização da sociedade, –crescente desde o desenvolvimentismo do final do franquismo.
Se as pesquisas sobre a prática religiosa forem significativas, a mudança social do último meio século foi muito mais determinante do que a frase de Manuel Azanha em 1931: “A Espanha deixou de ser católica”.
No entanto, a perenidade das tradicionais manifestações de religiosidade popular, que estruturam a identidade local da quase totalidade dos povos e regiões espanholas, e de novas instituições com presença social decisiva (Cáritas, colégios religiosos, meios de comunicação como a COPE...), continuam fazendo do cristianismo, em sua versão católica, um importante referencial ideológico e social.

## Hispânia romana

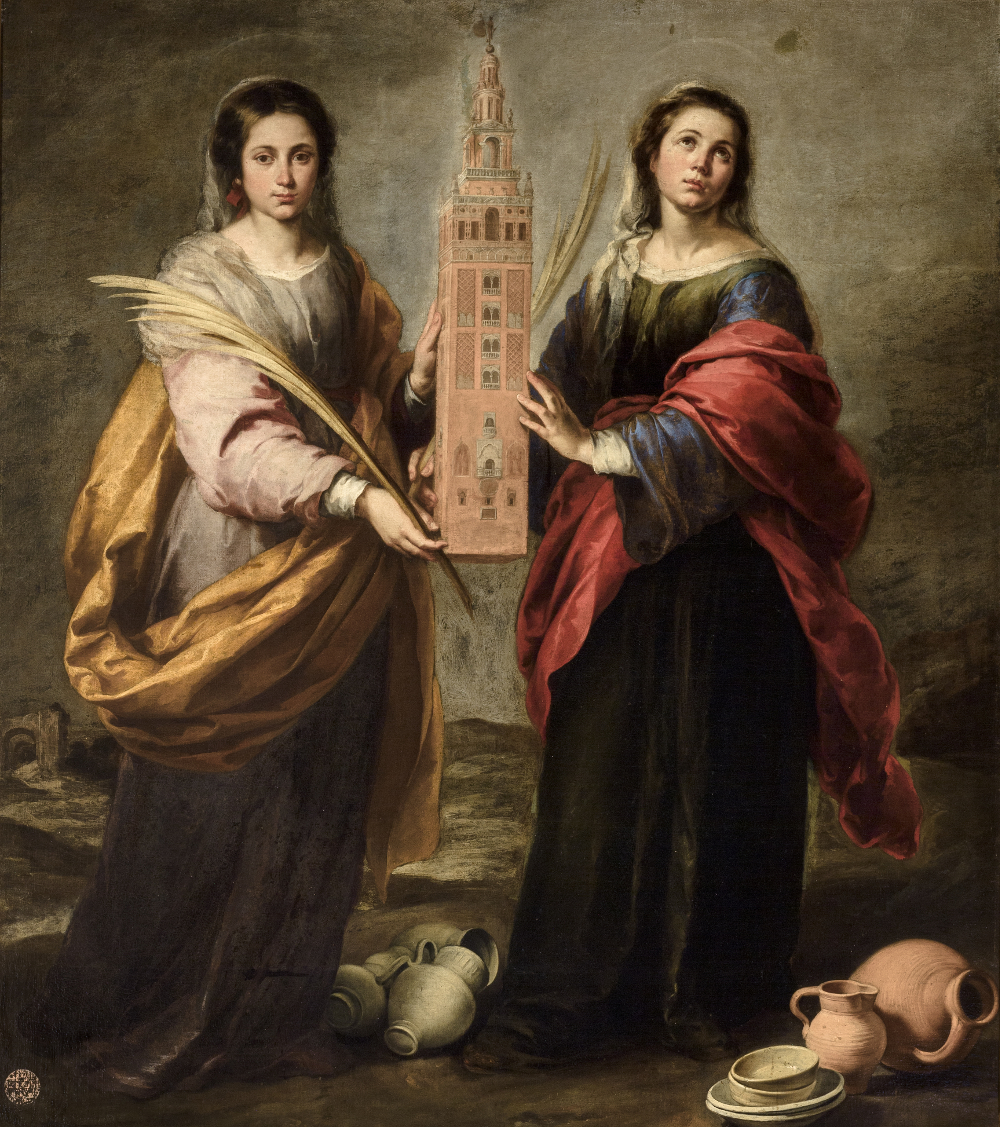
Santa Justa e Santa Rufina, de Murillo, segurando a Giralda, como co-patronas de Sevilha.

### Tradições apostólicas
São muitas as tradições, mais ou menos legendárias, algumas registradas por autores antigos (São Clemente Romano, Jerônimo, Ireneu de Lyon, Orígenes, Tertuliano...) que remontam a datas muito antigas a chegada do cristianismo a uns ou outros lugares da Península Ibérica. Atualmente, são consideradas pouco mais que lendas sem fundamento, cujo propósito teria sido legitimar a igreja hispânica com uma maior proximidade apostólica, num esforço para manter sua independência frente a Roma.
As mais importantes são:
- A pregação de São Tiago Maior: uma tradição tardia registrada por São Isidoro de Sevilha e Beato de Liébana, mas não por Gregório de Tours ou Venâncio Fortunato, a qual é considerada desprovida de qualquer fundamento.
- A vinda de Pablo de Tarso: a tradição relata que Paulo desembarcou em Tarragona, e algumas fontes registram o nome dos primeiros convertidos, duas mulheres: Xantipa, esposa do prefeito Próbo, e sua irmã Polixena. As fontes que mencionam esses fatos foram criticadas desde tempos antigos por historiadores, como Marcelino Menéndez e Pelayo, que indica Simón Metafraste (autor de pouca fé) e o Menologio grego.[8] A persistência das referências parece estar sustentada pela epístola aos romanos (ano 58), onde Paulo comenta seu desejo de ir à Hispânia. Dado o prestígio do texto, muitos autores cristãos primitivos o citam ou comentam, adicionando informações impossíveis de comprovar (São Cirilo de Jerusalém, Epifânio, São Jerônimo, São João Crisóstomo, Teodoreto e São Clemente de Roma em Canon Muratorio e Acta Pauli–).[9] Contudo, alguns autores indicam que, se isso ocorreu, limitou-se a um contato com as comunidades judaicas.[10]
- Os sete homens apostólicos, que teriam sido enviados por São Pedro: Torcuato, Tesifonte, Indalécio, Segundo, Eufrásio, Cecílio e Hesiquio.[11] Entre eles, São Cecílio, que alguma fonte considera anacronicamente como bispo de Granada, foi martirizado.[12] O destino dos demais pode ter sido também o martírio, embora nessa questão discordem o Martirologio de Lyon e os Calendários mozárabes, para os quais são simplesmente Doutores da fé.[13]

Como resultado da chegada dos sete homens a Acci (Guadix, Granada), teria sido a primeira conversão completa de uma cidade, após o afundamento milagroso de uma ponte que os salvou de uma perseguição. Também aqui teria sido uma mulher nobre a primeira convertida: Luparia. Depois disso, os sete homens se dispersaram, ficando Torcuato em Acci, Segundo em Abula (Abla, Almeria) ou Abula Ávila (que tem São Segundo como padroeiro), Indalécio em Urci (Torre de Villaricos), Tesifonte em Vergi (Berja, Almeria), Eufrásio em Iliturgis (Cuevas de Lituergo), Cecílio em Ilíberis (Elvira, Granada) e Hesiquio em Carcesi (Cieza, Múrcia). A identificação dessas localidades é muito insegura: segundo outras fontes, Carcesi ou Carcere é Cazorla (Jaén), Urci é Pechina (Almería) e Iliturgi Andújar (Jaén).

### Origem africana
Mesmo aceitando a chegada de Paulo à Península Ibérica, a expansão do cristianismo primitivo na Hispânia tem estreitas relações com os soldados da Legio VII Gemina e as comunidades cristãs da África, além da influência decisiva da patrística oriental. Seu veículo de expansão seria o elemento militar, através da Vía da Plata e suas interconexões com Gallaecia e Caesaraugusta. Foram encontrados vários traços de influência africana no cristianismo primitivo espanhol: a análise filológica dos primeiros documentos da Igreja (como as atas do Concílio de Elvira –Iliberis–); a arquitetura das primeiras basílicas; o elemento militar e a origem africana dos primeiros mártires hispânicos; e até mesmo características da própria liturgia.
Os testemunhos mais antigos da presença do cristianismo na Hispânia são os de São Ireneu de Lyon, Tertuliano e a Carta LXVII de São Cipriano, bispo de Cartago (254, em plena perseguição de Décio), na qual condenava os bispos libelosos Basílides de Astorga e Marcial de Mérida.
Seja como for, da tão precoce e extensa cristianização, sobretudo em áreas urbanas, foram demonstrados os mártires das perseguições do final do século III e início do século IV, como os Santos Meninos Justo e Pastor, em Complutum (Alcalá de Henares) ou Santa Justa e Santa Rufina em Sevilha; e concílios como o já citado de Ilíberis (de data incerta, entre 300 e 324 – no primeiro caso, anterior à perseguição de Diocleciano; no segundo, posterior ao Édito de Milão de Constantino). Em seus 81 cânones, todos disciplinares, encontra-se a lei eclesiástica mais antiga concernente ao celibato do clero, a instituição das virgens consagradas (virgines Deo sacratae), referências ao uso de imagens (de interpretação discutida), às relações com pagãos, judeus e hereges, etc. Possivelmente, o primeiro martírio com constância documental ocorreu em 21 de janeiro do ano 259 no anfiteatro de Tarraco (Tarragona), onde foram queimados vivos o bispo Fructuoso e os diáconos Augúrio e Eulogio (perseguição de Valeriano e Galieno).
Os cristãos hispânicos tiveram oportunidade de alcançar cargos de responsabilidade na igreja romana: a tradição reivindicada para seu patronato situa em Huesca o local de nascimento de São Lourenço mártir (diácono romano morto em 258); inclusive um texto apócrifo atribuído a São Donato o situa em Valência, para onde teria sido enviado o Santo Graal por ordem do papa Sixto II.

### Triunfo do cristianismo e decadência do Império
A instauração do cristianismo como religião oficial do Império com Teodosio, imperador de origem hispânica, fez com que ele se espalhasse em prejuízo dos cultos "pagãos" –como passaram a ser denominados–. A cristianização dos templos, espaços sagrados e festividades de cultos anteriores produziu um sincretismo no qual sobreviveram ritos e divindades pré-cristãs, sobretudo na religiosidade popular, que por vezes puderam ser rastreados.
A crise do Século III produziu uma ruralização da sociedade e uma retração das instituições romanas urbanas, cujo espaço foi ocupado, em grande parte, pela instituição episcopal. A atração pela vida monástica no campo também não era alheia aos interesses econômicos dos Atifúndios e ao emergente modo de produção feudal que substituía o escravista, sobretudo no período subsequente às invasões dos bárbaros. A partir desse momento, em meio à desintegração do Império, ocorreu a chegada à Hispânia de diferentes versões do cristianismo: o arianismo dos suevos e visigodos e a contribuição de uma influência migratória de acesso mais pacífico, que chegou por uma rota tão inesperada quanto a atlântica (a diocese de Britonia, criada entre as Astúrias e a Galiza por cristãos da Bretanha).
Entre a elite intelectual da época final do Império, alguns hispano-romanos são contados entre os clássicos cristãos, como Osio (polemista contra Arrio e autor do Credo do Primeiro Concílio de Niceia, que presidiu em 325) ou Paulo Orosio (historiador agustinista e polemista contra Prisciliano). Este mesmo Prisciliano, oposto ao papa Dámaso I (de origem hispânica), inaugura a longa lista de heterodoxias espanhóis que estudou Marcelino Menéndez e Pelayo, como heresiarca do priscilianismo, condenado pelos Concílios de Zaragoza (380) e de Burdeos, e posteriormente executado (385), após suportar um dos primeiros processos com tortura –evento que pode ser considerado precedente da inquisição medieval.

## Povos germânicos

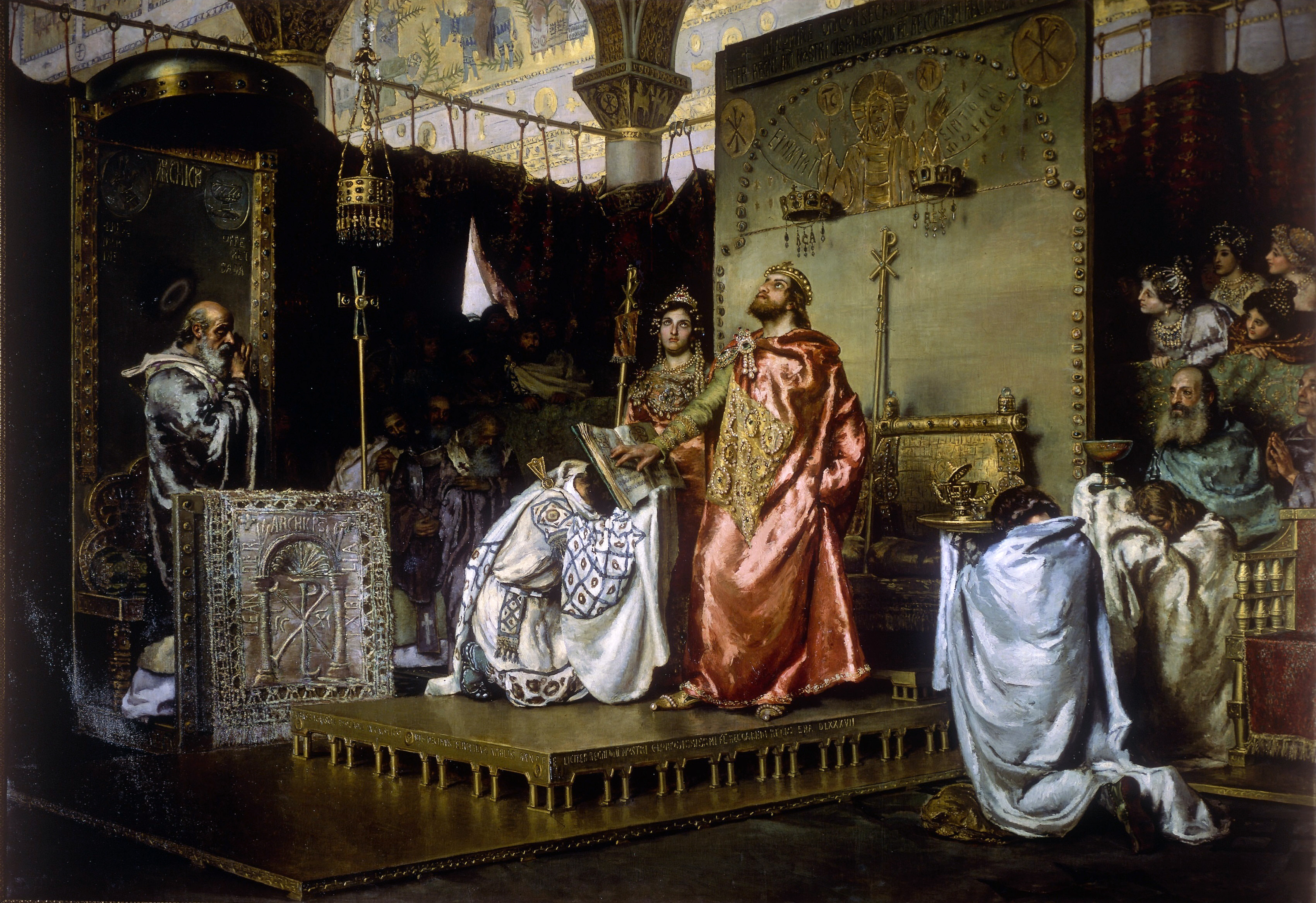
A Conversão de Recaredo, em uma pintura histórica de Antonio Muñoz Degrain (1887).

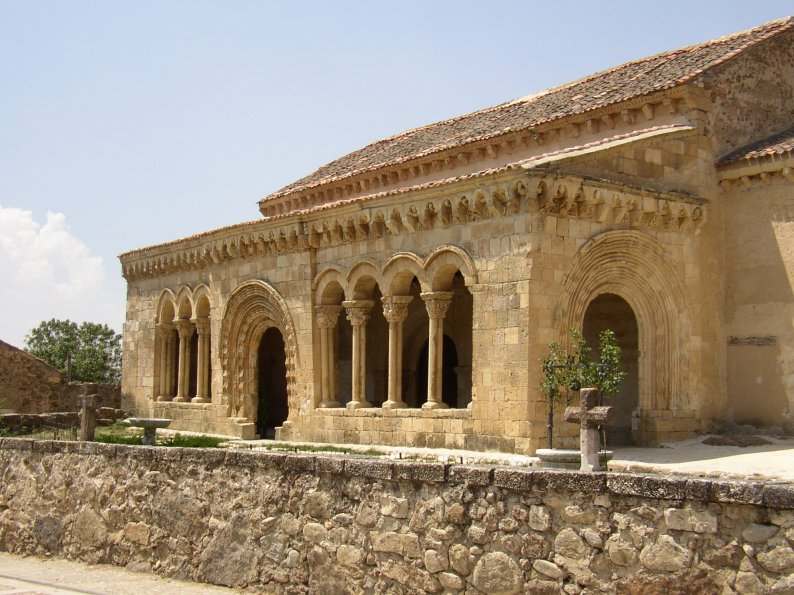
Pórtico da igreja de Sotosalbos (Segóvia). Embora seja vários séculos posterior e seu estilo arquitetônico seja o românico, observa-se a permanência da forma originada pelas funções funerária e penitencial que esta parte da igreja tinha em época visigoda.

A chegada das invasões germânicas do século V causou o fim do Império na Hispânia e grande destruição de vidas e propriedades, tanto civis quanto eclesiásticas, além de contribuir – no plano teórico – para uma reflexão providencialista. Mas, sobretudo, influenciou o terreno religioso com a chegada de dois povos que haviam se cristianizado no arianismo: os suevos, assentados no noroeste, e os visigodos, principalmente no centro da península (com capital em Toledo).
Ambos os povos começaram com uma estratégia religiosa de exclusão, aproveitando as sutis diferenças teológicas e rituais (união hipostática, trindade, batismo por imersão) para proibir até mesmo os casamentos mistos (o que garantia a segregação dos invasores, minorias dominantes, dos hispano-romanos, maioria dominada). Em ambos os casos, ocorrem tensões internas que levam à adoção do catolicismo pela figura dos reis, a que seguem seus povos.
No caso dos visigodos, a morte de São Hermenegildo, causada por seu pai Leovigildo, é seguida pela conversão de Recaredo (586). A igreja, a partir de então, foi protegida pela monarquia, o que está na origem da recorrente imbricação entre Igreja e Estado na História da Espanha, embora suas raízes estejam na etapa constantiniana e tenham sido adotadas por outros povos germânicos, como os francos.
São um bom exemplo os Concílios de Toledo: eram sempre convocados pelo rei, que iniciava as sessões com seu discurso e se ausentava após deixar o tomo regio que indicava os temas a serem tratados (de caráter religioso, mas também civil), e confirmava os cânones com a promulgação de uma lei (lex in confirmatione concilio) para conferir-lhes valor civil. Compareciam os bispos ou seus representantes, mas também abades de mosteiros e nobres da Aula Regia e do Officium palatinum. Sem assinar as atas, assistiam sacerdotes, diáconos e "leigos piedosos". Também houve concílios provinciais.
Destacaram, a nível europeu, as figuras de São Ildefonso (bispo de Toledo, teórico da mariologia), São Isidoro (bispo de Sevilha, com uma obra de pretensões enciclopédicas – Etimologias –) e São Braulio (bispo de Zaragoza, que manteve com o anterior uma fecunda relação epistolar).
A extensão do cristianismo ocorreu mesmo em territórios onde sua presença ainda não estava muito desenvolvida, como nas áreas remotas da encosta cantábrica, através dos eremitas.
Uma ampla lista de eclesiásticos de alta formação intelectual, como Leandro, Isidoro (irmão do anterior e de outros quatro santos de Cartagena), Fructuoso de Braga ou João  de Bíclara, compuseram regras monásticas para organizar instituições cada vez mais numerosas nas áreas rurais, que se adaptavam perfeitamente às condições econômicas e às demandas sociais. O clero secular se institucionalizou hierarquicamente, com dioceses bem distribuídas pelos núcleos urbanos que salpicavam o território – tendo Toledo como centro.
Os templos eram dotados de um terreno patrimonial que permitia a sobrevivência do sacerdote: na lei canônica para alimento (ad cibarium), indicava-se um recinto de setenta e dois passos ao redor do átrio, que iria modificando sua extensão e localização.
No II Concílio de Toledo já se refletiam alguns conflitos:
Se algum clérigo for comprovado que fez algum pomar ou vinha nas terras da Igreja para sua própria sustentação, deverá ser deposto até o dia de sua morte... e restituirá à Igreja o que lhe pertence, não deixando nada para seus herdeiros.
No XII Concílio de Toledo, a prevenção tinha o sentido de conceder proteção jurídica:
Que ninguém se atreva a retirar de lá aqueles que se refugiaram na igreja ou estão nela, nem a causar qualquer dano, mal ou despojo aos que se encontram em lugar sagrado, mas que se permitirá àqueles que se refugiam mover-se livremente dentro de uma distância de trinta passos a partir das portas da igreja, e que, em torno de qualquer igreja, haja a devida reverência.
A liturgia, que pode ser chamada de hispânica melhor do que visigoda, perdurou na mozárabe.
Tudo isso fez com que a cultura hispano-romana perdurasse, constituindo uma igreja nacional com personalidade própria em face da normativa que a curia romana acabaria por impor a toda a Europa Ocidental.

## Al-Ándalus e os reinos cristãos do norte

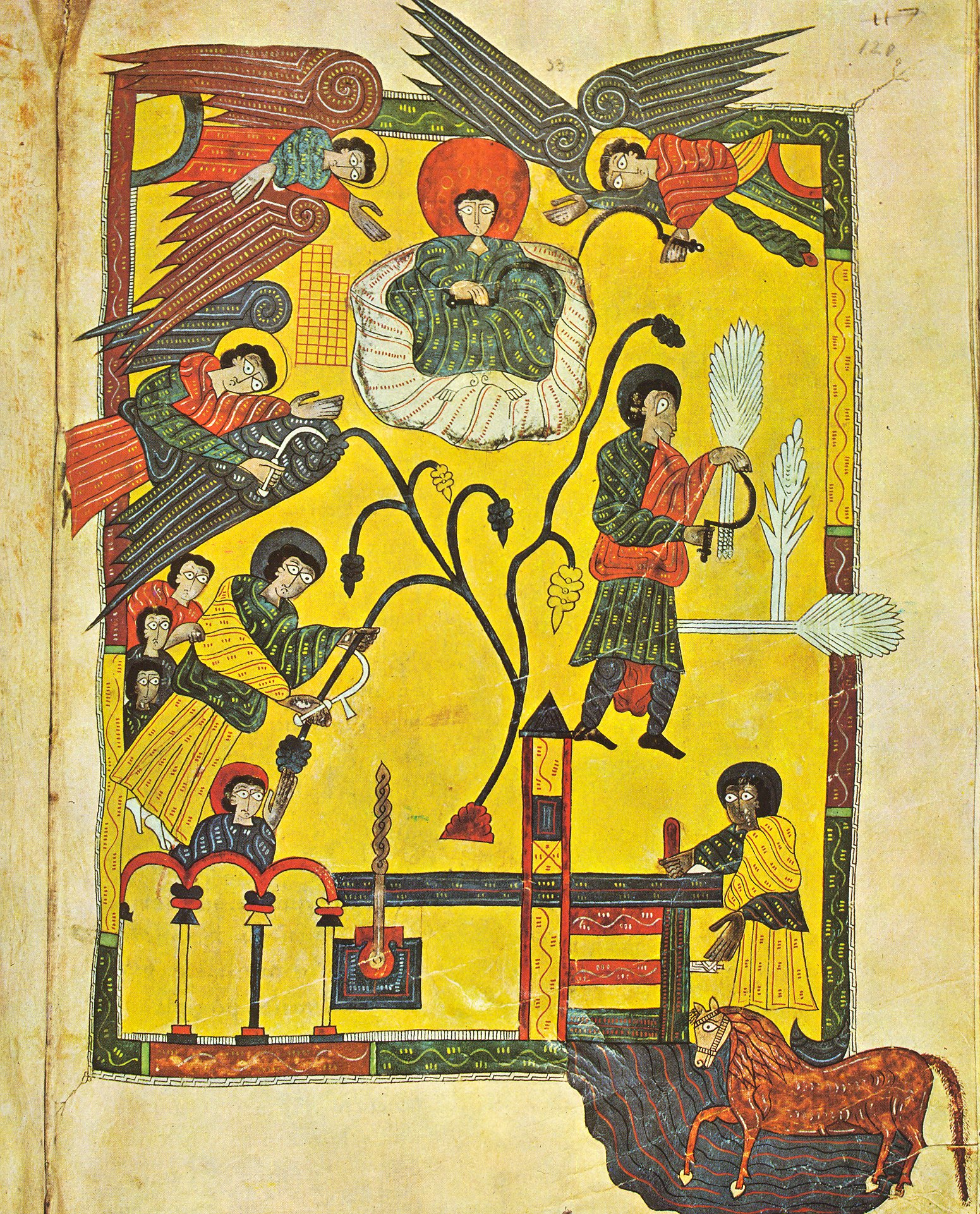
Ilustração do Beato do Escorial, um dos exemplares da escrivaninha de São Millán do comentário de Beato de Liébana ao Apocalipse.

Claustro de São João da Peña, em Huesca. Os pequenos reinos cristãos, reduzidos às montanhas do norte no, tornaram-se – no – uma força mais poderosa que os reinos taifas do sul, e a religião que representavam expandiu-se e impôs-se.

### Cristianismo relegado
A substituição dos visigodos pelos muçulmanos como minoria dominante na maior parte da Península Ibérica, no início do século VIII, não suprimiu a religião cristã.
Os mozárabes conservaram suas igrejas (embora as catedrais tenham sido transformadas em mesquitas) e, inclusive, o bispo metropolitano de Toledo continuou mantendo a sua prelazia sobre as sedes dos reinos independentes do norte nos primeiros tempos.
Isso mudou quando os reis de Astúrias-Leão –que haviam consolidado sua autoridade sobre um território relativamente extenso– colocaram em prática um ambicioso programa ideológico, no qual a religião desemPeñava um papel importante: ao mesmo tempo em que se justificava a legitimidade da monarquia por sua "herança gótica", insistia-se em suas origens sobrenaturais (como a intervenção da Virgem de Covadonga na batalha que significou a criação do reino).
Pouco depois, ocorreu a "descoberta" do sepulcro de Santiago, que deu início às peregrinações e ao Caminho de Santiago, ao mesmo tempo em que se alcançava o triunfo na polêmica teológica sobre o adopcionismo (talvez uma tentativa sincrética entre catolicismo e arianismo, mais conciliável com a concepção unitária de Deus no Islã), na qual Beato de Liébana obteve o apoio da cristandade europeia frente aos mozárabes de Toledo.
Os núcleos pirenaicos (Navarra, Aragão e os condados catalães) dependiam de forma mais estreita do Império Carolíngio, tanto no aspecto político (relações de vassalagem) quanto em questões eclesiásticas.
As instituições eclesiásticas – especialmente as sedes episcopais restauradas (como em Lugo, Valpuesta, Seo de Urgel, Ausona (Vich) – ou de nova criação (como em Oviedo e Santiago) – e os mosteiros tiveram um papel decisivo nas primeiras etapas do repovoamento (presuras no norte da Meseta do Douro e terras ao sul da cordilheira pirenaica), fazendo com que a Igreja se tornasse a principal possuidora de terras.
Junto com isso, as instituições eclesiásticas passaram a exercer funções políticas e até militares semelhantes às de qualquer senhorio laico, tendo ainda maior influência, uma vez que entre o clero se encontravam as únicas pessoas instruídas da época, capazes de ler e escrever documentos (habilidade que não se considerava necessária para os nobres, nem mesmo para os reis).
Entre os séculos século VIII e século X, foram fundados cerca de mil mosteiros na estreita faixa cristã do norte peninsular, muitos deles como patrimônio familiar de nobres (como o Sobrado, dos condes de Présaras) ou como dotes reais (como em São João  de Abonho e São Salvador de Deva).
Embora nos reinos orientais a febre monástica tenha sido quantitativamente menor, a importância das fundações – protegidas por reis e condes (como no Mosteiro de São Millán de Yuso, de São João  da Peña em Aragão, ou nos de São João  das Abadesas e Santa María de Ripoll na Catalunha) – foi igualmente relevante.

### Cristianismo expansivo
A partir do século XI, a queda do califado, dividido em reinos de taifas, permitiu que se consolidasse a força dos reinos cristãos.
Em termos religiosos, isso resultou na expansão dos beneditinos da ordem de Cluny, protegida pelos reis, que possibilitou o florescimento da arte românica na metade norte da Península; um século depois, a ordem de Cister desempenharia papel semelhante na difusão do gótico primitivo.
Simultaneamente, o avanço da reconquista estendeu cada vez mais para o sul a área de influência dessas novas ideias religiosas.
Ao mesmo tempo, as casas reais estreitavam laços com a realeza europeia (principalmente com a Casa de Borgonha), e começaram a chegar clérigos franceses para ocupar as novas sedes reconquistadas, sobretudo em Castela (por exemplo, Bernardo de Cluny em Toledo, Bernardo de Agén em Sigüenza...).
O clero, convertido em uma estrutura hierarquizada seguindo a cadeia do vassalagem, funcionava como um estamento privilegiado paralelo à nobreza, com a qual mantinha vínculos inseparáveis.
Os filhos secundários das casas nobres, tanto homens quanto mulheres, estavam destinados a integrar o alto clero – seja no clero secular (bispos, cânonigos, arciprestes e titulares de benefícios eclesiásticos), seja no clero regular (abades, abadesas, monges e monjas).
O baixo clero, de formação ainda mais limitada, era nutrido pelos inúmeros padres das paróquias menos favorecidas e pelos irmãos leigos dos mosteiros.
Os bispos e as fundações monásticas constituíam uma força política transcendental nos reinos cristãos, apoiados em suas imensas rendas (baseadas no dízimo) e domínios territoriais.
Por exemplo: o bispo Gelmírez em Santiago de Compostela (que recebia, ainda, o voto de Santiago), o abad Oliba (do Mosteiro de Ripoll e de Cuixá, além de ser bispo de Vich), o Mosteiro de Santa María a Real das Huelgas no reino de Castela ou o mosteiro de Poblet na Catalunha.
Os três votos do clero regular, além de seu valor espiritual, obtiveram sucesso devido à sua adequação à estrutura econômica e social do feudalismo: a pobreza não impedia muitos clérigos de viverem de forma opulenta, mas lhes impedia disputar com seus irmãos maiores a herança dos bens e títulos familiares, enquanto a castidade, embora não evitasse relações sexuais, garantia que, se tivessem filhos, estes seriam ilegítimos e, por isso, não poderiam disputar a herança.
A obediência manteve a coesão interna das fundações monásticas e dioceses, não sem conflitos – por vezes violentos e coincidentes com confrontos civis.
Um dos motivos das recorrentes reformas monásticas era o abandono do ideal de vida ascética proposto pelas regras originais.

### Ordens religiosas

#### Ordens militares e redentoras
As Cruzadas ocasionaram a expansão, na Europa Ocidental, da Ordem do Santo Sepulcro de Jerusalém, da Ordem do Hospital (chamada de Malta ou de São João) e dos Templários, cuja violenta supressão – consequência do confronto com o rei da França – provocou o surgimento de novas ordens militares: as de Santiago, Alcántara e Calatrava na Coroa de Castela; e a Ordem de Montesa em Aragão.
Essas ordens desemPeñariam um papel decisivo na reconquista e repovoamento da Meseta Sul (atual Extremadura e Castela-La Mancha), bem como no Maestrazgo aragonês e valenciano.
Houve ainda uma ordem voltada à defesa naval de Castela, a Ordem de Santa María de Espanha ou Ordem da Estrela, com base em Cartagena, mas, após vários fracassos militares, foi dissolvida e incorporada à de Santiago.
Ordens redentoras de cativos foram os trinitários e os mercedários, sendo este último originado na Catalunha (relacionados a São Pedro Nolasco, São Pedro Armengol e São Ramón Nonato).

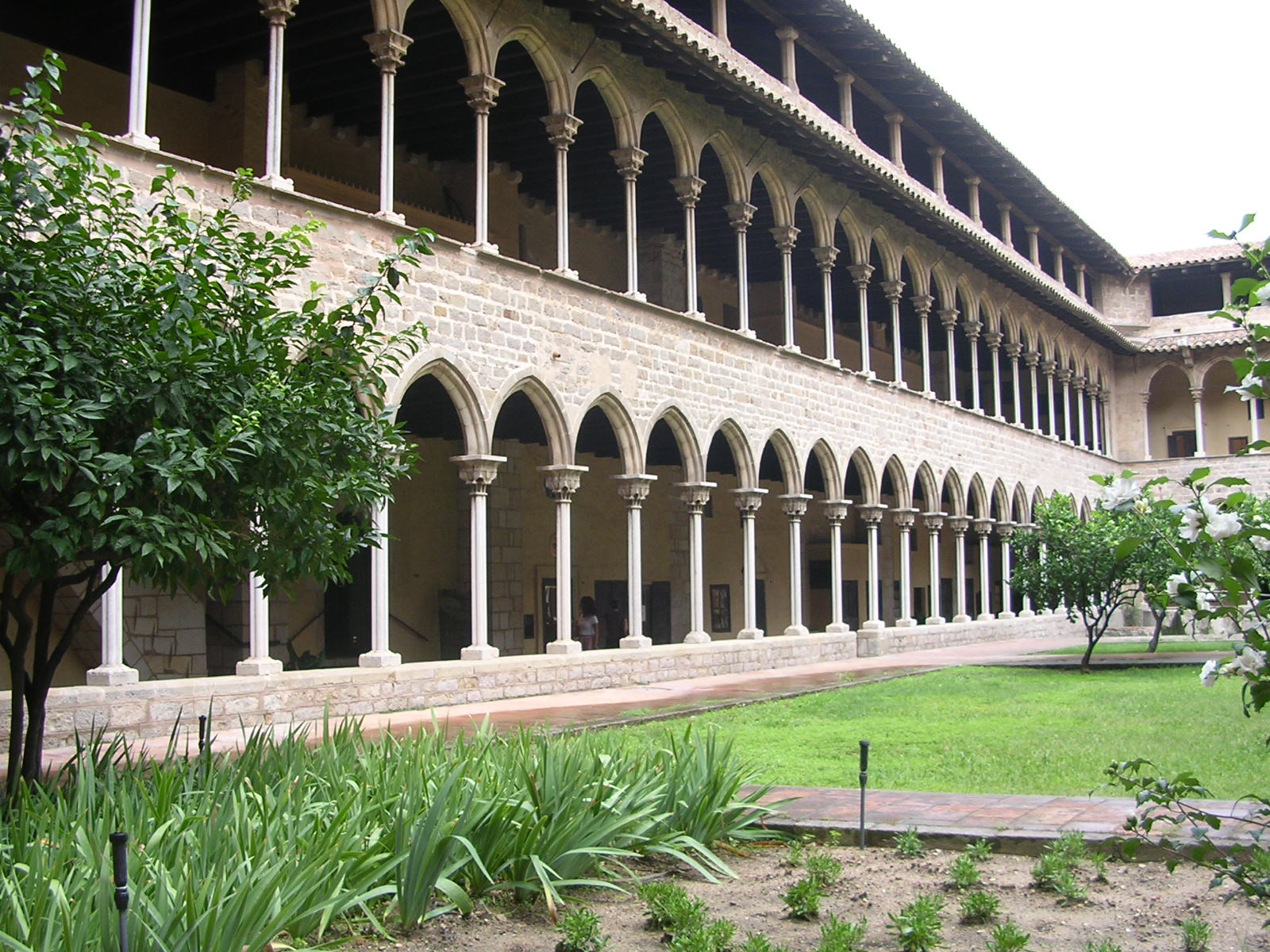
Claustro de Santa María de Pedralbes, construído para uma comunidade de clarissas.

#### Ordens mendicantes
O desafio das heresias urbanas, que denunciavam a riqueza da igreja e sua contradição com a pobreza evangélica, provocou uma convulsão entre os séculos século XI e século XIII.
Os albigenses foram particularmente importantes nos territórios ultrapirenéus de interesse para a coroa de Aragão (a qual os perdeu ao tentar defendê-los na batalha de Muret).
Nos territórios peninsulares, o fenômeno não teve dimensões semelhantes.
A vida monástica tradicional não se adequava às exigências da resposta a esse desafio, o que levou ao sucesso de um novo tipo de ordem religiosa: as ordens mendicantes.
As duas principais foram os dominicanos e os franciscanos.
Essas ordens respondiam a exigências como: a visualização de sua presença exemplar, o combate dialético (com decisiva presença nas novas universidades) e até mesmo a imposição física (por meio dos tribunais da Inquisição).
Houve inclusive mudanças no uso dos espaços arquitetônicos: enquanto os edifícios das comunidades beneditinas estavam quase fechados aos leigos, as ordens mendicantes proporcionavam uma maior abertura, o que se traduzia em templos restritos a um espaço limitado – com um pequeno coro atrás do altar para o rezo das horas canônicas.

##### Dominicanos
São Domingo de Guzmán, castelhano, foi o fundador dos dominicanos, sob o nome de Ordem dos Pregadores.
Sua preocupação pessoal também foi a expansão da devoção mariana através da oração do rosário.
Entre os conventos importantes desta ordem estão São Esteban de Salamanca, São Pablo de Valladolid ou de Sevilha, e Santo Domingo de Madrid ou de Valência; fora das grandes cidades, há também o Santa María a Real de Nieva (Segóvia).
Na Coroa de Aragão, destacou-se a atividade de São Raimundo de Peñafort, o terceiro mestre geral da Ordem, que introduziu a Inquisição e apoiou Pedro Nolasco na fundação dos mercedários.

##### Franciscanos
A expansão dos franciscanos, cuja concepção da vida conventual esteve muito presente na sociedade e adaptada à realidade urbana, fez com que alcançassem grande popularidade e atraíssem muitos recursos e vocações – entre os quais se destacam personalidades como Ramon Llull, frade Antonio de Marchena (que acolheu Colombo no Mosteiro da Rábida) e alguns reis.
Conventos importantes desta ordem incluem São Francisco de Teruel (um dos primeiros a serem fundados), Santa Clara de Palencia, o convento de clarissas de Pedralbes (Barcelona, fundado por Elisenda de Montcada) e São Francisco de Palma.

O próprio São Francisco de Assis esteve na Espanha em 1217, fundando o convento de Rocaforte (Sangüesa, Navarra) durante sua peregrinação a Santiago.
A divisão original entre terciários, clarissas e frailes menores foi ampliada com a confusão de diversos confrontos, que acabaram por consolidar uma agrupação em capuchinos, conventuais e observantes.

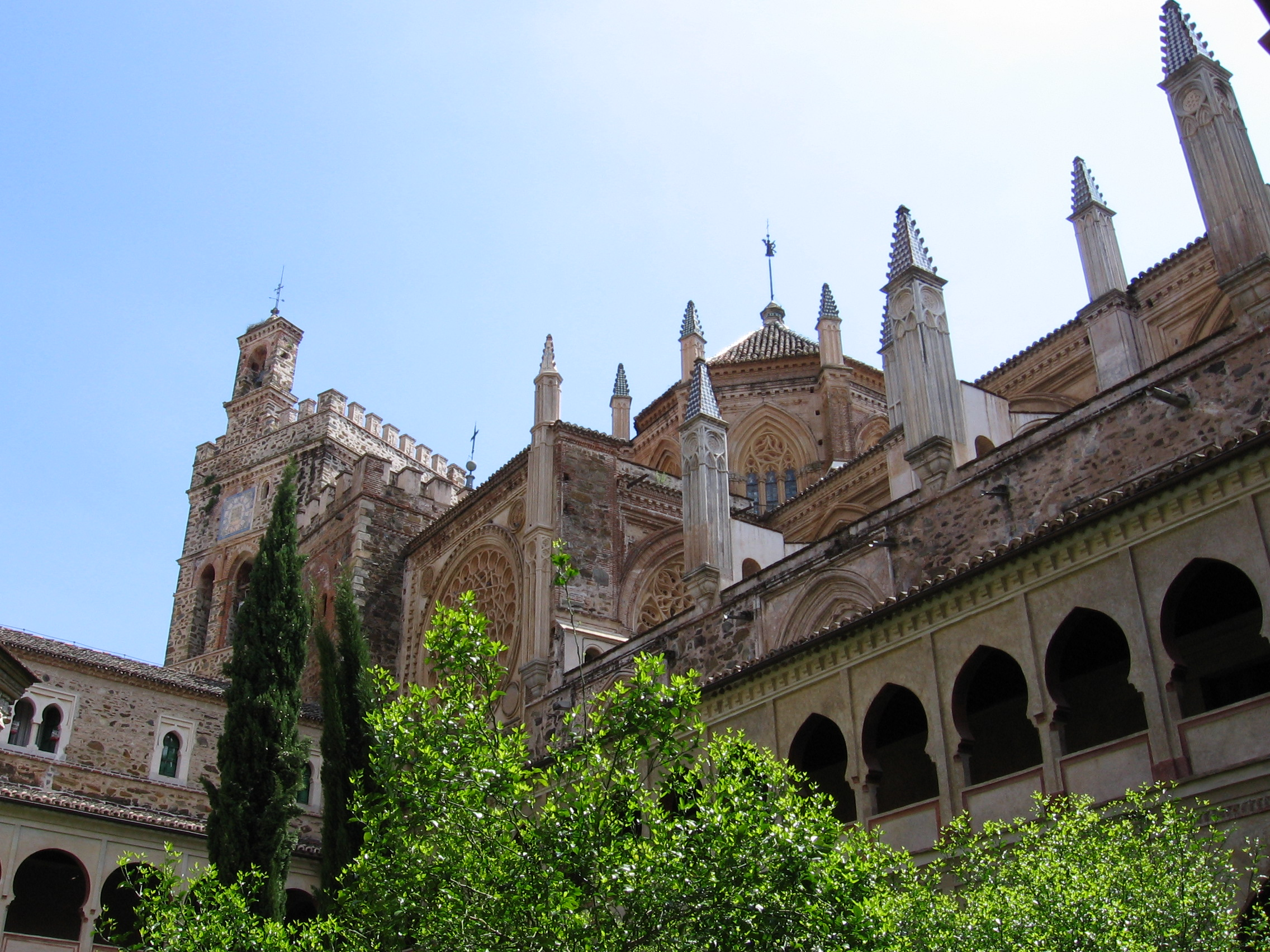
Mosteiro de Guadalupe.

#### Outras ordens religiosas

##### Premostratenses
Os premostratenses (também conhecidos como mostenses ou norbertinos) tiveram seu principal estabelecimento no Mosteiro de Santa María a Real (Aguilar de Campoo), a partir de 1169.
As primeiras fundações foram Santa María de Retuerta (1146) e Santa María da Vid; posteriormente, surgiram Bujedo, São Pelayo de Cerrato ou Santa Cruz de Ribas, todos em Castela.
Desde o século XIV, mantiveram uma rede de hospitais no caminho de Santiago.
Na Coroa de Aragão, houve fundações em Nuestra Senhora da Alegría (Benabarre, Aragão),
Também surgiram fundações como Bellpuig das Avellanas (Catalunha) e Bellpuig (em Artá, Maiorca), etc.

##### Cartuxos
Os cartuxos instalaram-se a partir de 1163 na Scala Dei, perto de Poblet, e um pouco mais tarde, no reino de Valência, em Porta Coeli e Vall de Crist, onde Bernardo Fontova elaborou um Tratado espiritual das três vias, purgativa, iluminativa e unitiva, de grande influência na ascética e na mística espanhola.
Outras fundações na Coroa de Aragão foram Benifasar e Vallparadís.
A de Aula Dei (Zaragoza) já é do século XVI.
Também se espalharam por Castela: Cartuja de el Paular (Sierra de Guadarrama, 1390), Cartuja de Miraflores (Burgos, 1441), Sevilla, Jerez, Granada (projetada a partir de 1506), etc.

##### Jerónimos
A Ordem de São Jerônimo surgiu no século XIV, a partir do retiro como eremitas de Fernando Yánhez de Figueroa, cânonigo de Toledo, e do cavaleiro Pedro Fernández Pecha, reunindo grupos de eremitas do centro de Castela promovidos pelo franciscano terciário italiano Tomás Succio.
As fundações mais importantes foram os mosteiros de Lupiana (Guadalajara), El Parral (Segóvia), Guadalupe e Yuste (ambos em Cáceres).
Também se implantaram na Catalunha: Murtra e Vale de Hebrón (Barcelona).

Guadalupe (1389), Santa Catalina de Talavera (1397) e, já na Idade Moderna, São Lourenço de o Escorial foram os três mosteiros mais ricos desta ordem elitista.

### Leigos de vida ascética
Houve, em Valência, desde o século XIV, uma comunidade de beguinas (conventos de leigos que viviam uma vida ascética em comum, embora não se enquadrassem propriamente na religião, ou seja, no clero regular, e que podiam sair livremente para se casar), às quais não afetou a supressão de João  XXIII (antipapa), (não o homônimo do século XX, mas o considerado antipapa durante o Cisma do Ocidente), pela bula Cum inter nonnulos, centrada nas comunidades de beguinos e franciscanos espirituais da Europa Setentrional.
No linguajar popular, o nome "beguina" passou a ser sinônimo de "beata", aplicado a qualquer pessoa com inclinações ascéticas.
Arnau de Villanova realizou uma veemente defesa de beguinos e beguinas perante os reis Jaime II de Aragón e Federico III de Sicilia, escrevendo o tratado Raonament d'Avinyó em defesa das práticas penitenciais entre os leigos.
Foi levantada a possível relação com o posterior movimento dos alumbrados.

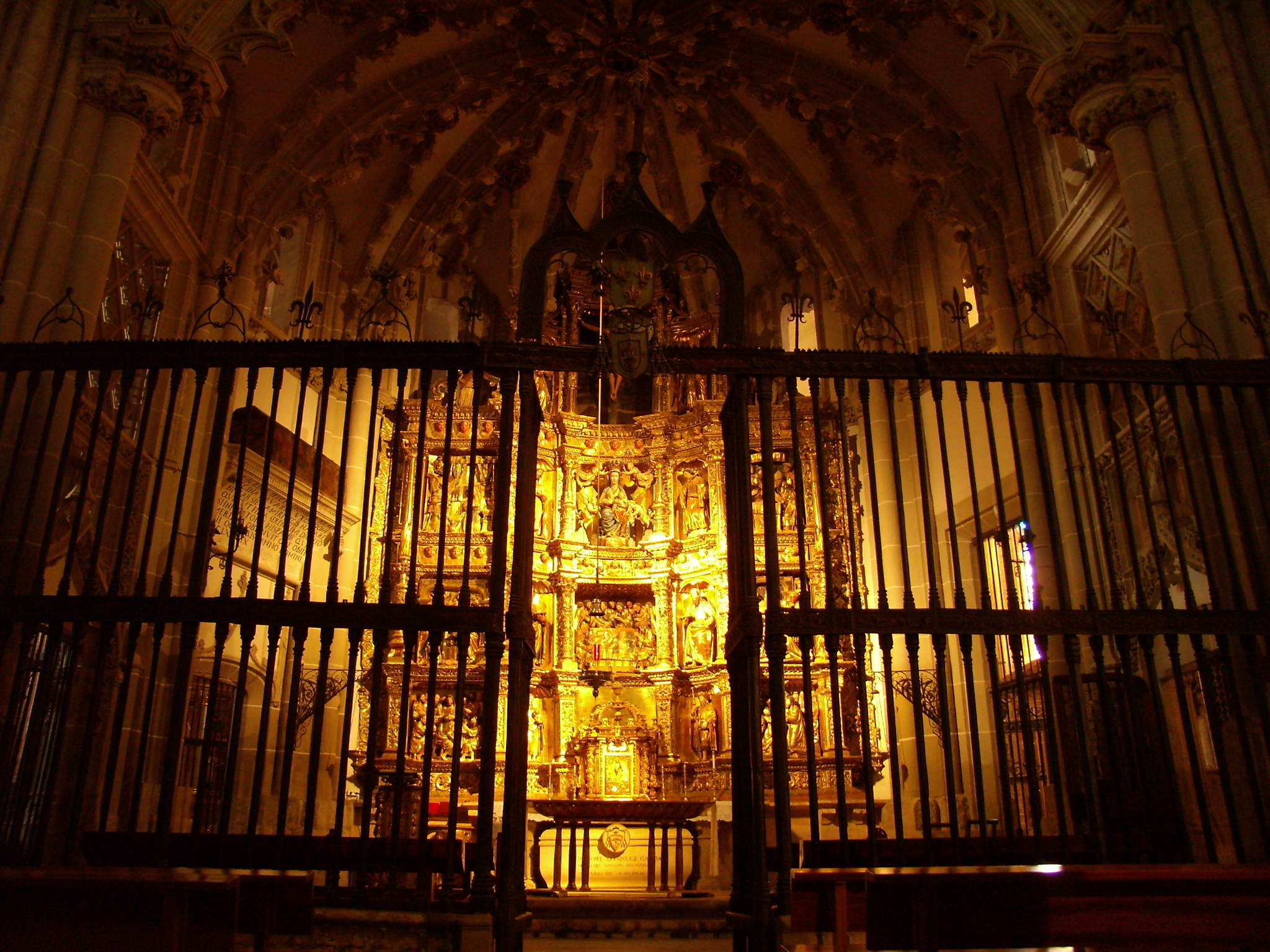
Capela do Sagrário, catedral de Palencia.

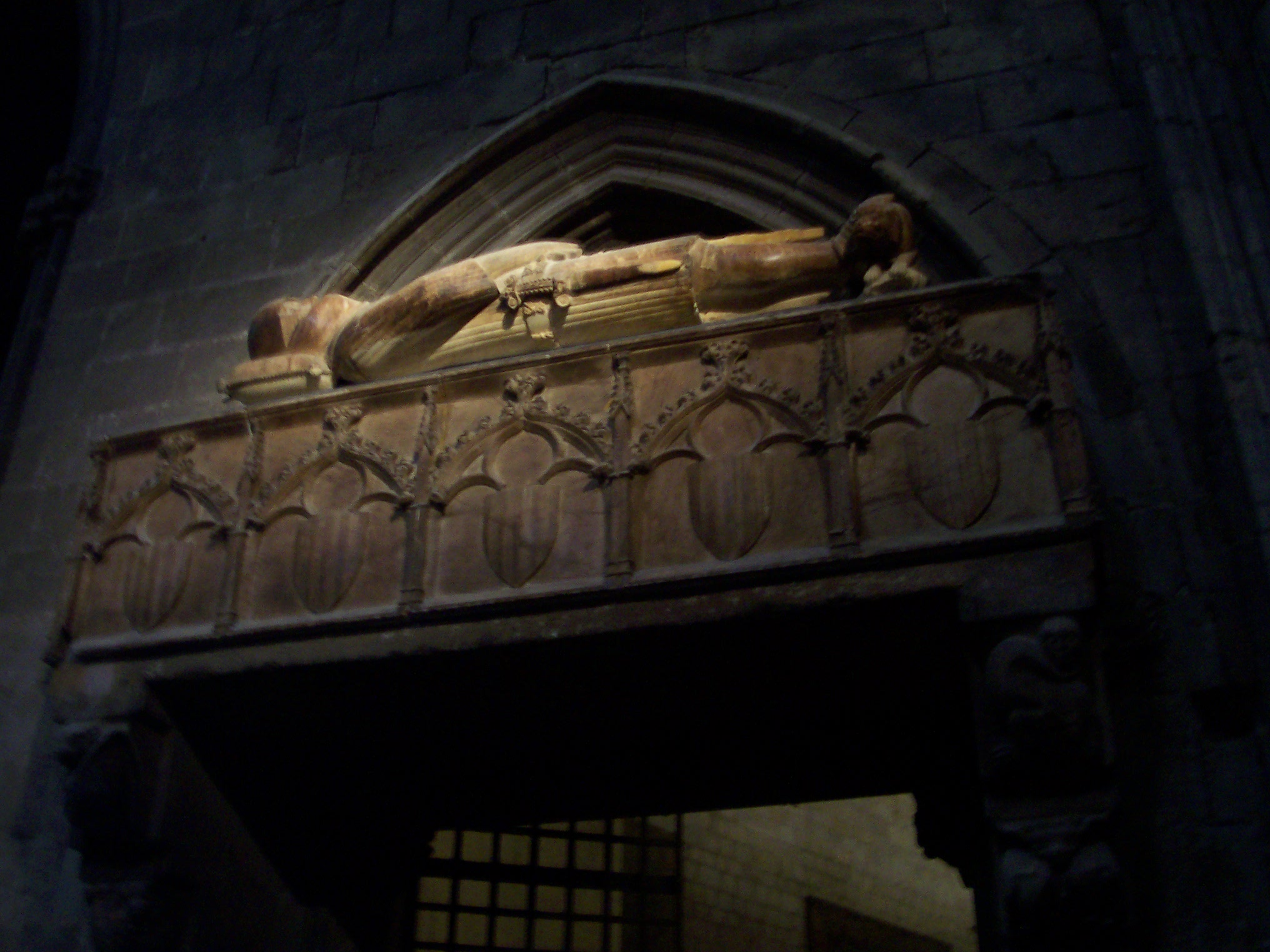
Sepulcro de Ramón Berenguer II, catedral de Girona.

### Dízimo
O clero secular acrescentou à sua base de propriedades territoriais e imóveis um recurso econômico que representava uma percentagem altíssima do excedente produtivo: o dízimo, que passou de uma cobrança esporádica e voluntária a ser generalizado no século XII e formalmente obrigatório desde o IV Concílio Lateranense, embora só com a colaboração da monarquia (como ocorreu com Alfonso X, o Sábio em Castela e Leão) pôde ser efetivado.
Inicialmente, distribuía-se em três terços: o pontifical (para o bispo), o parroquial (para o sacerdote) e o de fábrica (destinado à construção e manutenção do edifício da igreja).
A hacienda real conseguiu desviar para si os dois terços do terço de fábrica (Tercias Reales).

### Capelas
As capelas de uso funerário e piedoso, pertencentes a famílias nobres, clérigos e corporações, multiplicaram-se nas igrejas, à medida que a demanda social superava em muito as possibilidades técnicas oferecidas pela arquitetura gótica.
Os templos passaram de tê-las apenas na cabeceira a cobrir toda a extensão de seus muros com capelas perimetrais.
Seu elevado custo assegurava recursos que mantinham a febre construtiva.
Embora, inicialmente, as capelas regularizadas tenham sido mantidas, a pressão de clérigos e nobres poderosos conseguiu desalojar as capelas já existentes a seu favor (por exemplo, primeiro o cardeal Gil de Albornoz e, depois, o valido Álvaro de Luna apropriaram-se das capelas da galeria da catedral de Toledo).

Algumas atingiram dimensões verdadeiramente extraordinárias (como as citadas ou a Capela do Condestable da Catedral de Burgos).
A finalidade dessa apropriação de espaços dentro dos templos era, claramente, obter prestígio social, e tentou-se contê-la por meio de inúmeras normas, sistematicamente descumpridas.

### Convivência com os judeus e o problema converso
A existência de uma população judaica era conhecida desde a época romana e visigoda, mas aumentou consideravelmente, chegando a centenas de milhares, em meados do século XIV.
O antissemitismo funcionou eficazmente ao fornecer um confortável bode expiatório para as tensões sociais geradas pela crise do século XIV.
As pregações antissemitas do arquidiácono de Écija, Ferrán Martínez (também referido como Arcediano de Écija), atuaram como catalisadoras de uma energia social contida que explodiu nos pogromos de 1391.
O mesmo pode ser dito em relação às pregações de São Vicente Ferrer, que também exerceu um papel político fundamental no Compromiso de Caspe.
As conversões massivas que ocorreram no final do século XIV levaram à presença de um numeroso grupo de conversos ou cristãos novos, cuja prosperidade econômica e social – já não obstruída pela diferença religiosa – gerou um profundo ressentimento naqueles que se consideravam superiores por serem cristiano viejo.
Esses sentimentos, amplamente disseminados e convenientemente manipulados por Pedro Sarmiento em Toledo, em 1442, conduziram a uma revolta na qual os cânonigos cristãos antigos da catedral se envolveram de forma decisiva, em oposição aos cânonigos cristão-novos.
A redação, pelos ideólogos da revolta, de um documento (o primeiro estatuto de limpeza de sangue), que impedia os cristãos novos de ingressar no regimento da cidade, no capítulo catedralício ou em qualquer outro cargo público, foi imitada com entusiasmo por toda Castela.
Seus opositores chegaram até o papa, que lhes deu razão, mas o movimento social era irreprimível.
A suspeita de criptojudaísmo e até a imaginação de práticas sacrilégas e aberrantes (como o suposto crime do Santo Ninho da Guardia) inflamavam a imaginação popular e alimentavam o denominado "problema converso", que não se resolveu nem com a instituição da moderna Inquisição (1478) nem com a expulsão dos judeus da Espanha (1492).
Um caso particular foram os judeus mallorquines, forçados a se converter (1435) e submetidos ao controle da Inquisição (1478), que mantiveram uma religiosidade problemática mesmo após o intensificar da repressão no século XVII, quando se instaurou uma forte estigmatização e segregação de sua comunidade, que ainda é conhecida atualmente como chuetas.

### Crise da Baixa Idade Média
A crise do Século XIV produziu uma notável pressão sobre os recursos econômicos do clero, evidenciando a subordinação de sua justificativa espiritual à função estamental de defesa dos privilegiados e de seu domínio social.
O penoso espetáculo do Cisma do Ocidente – que chegou a trazer a sede papal para Penhíscola, entre excomunhãos cruzadas que desvalorizaram a eficácia de tão terrível castigo e o prestígio papal – evidenciou ainda mais a necessidade do que se demonstrou inevitável no século seguinte: uma reforma que adaptasse as instituições eclesiásticas à nova realidade urbana, na qual a presença de uma minoria culta, formada nas universidades, já não era escassa, e as monarquias autoritárias estavam em processo de construção.
A partir de então, a presença de clérigos de origem hispânica na curia romana começou a ser significativa – e, em alguns casos, transcendental – como os cardeais castelhães João  de Cervantes, João  de Torquemada e Gil de Albornoz, ou o aragonês Pedro Martínez de Luna (que chegou a ser papa com o nome de Benedicto XIII – antipapa para seus adversários – durante o cisma, 1394–1423), os dois últimos pertencentes à Casa de Luna, e a poderosíssima Casa de Borja (valenciano-aragonesa, italianizada como Borgia), que chegou em duas ocasiões ao papado (Calisto III, 1455–1458, e Alejandro VI, 1492–1503).
Previamente (1276–1277), o português Pedro Julião havia sido eleito papa com o nome de João  XXI (e, por vezes, é identificado com o enigmático lógico Petrus Hispanus).
No concílio de Basileia, destacou-se João  de Segovia, um dos mais importantes conciliaristas.
O papel da igreja na crise da Baixa Idade Média, bem como sua relação com a monarquia, a nobreza e as cidades, transformou o clero em uma das mais importantes instituições espanholas do Antigo Regime, fixando sua função econômica, social e política para os séculos seguintes.

## Idade Moderna
- Em que, Calisto?

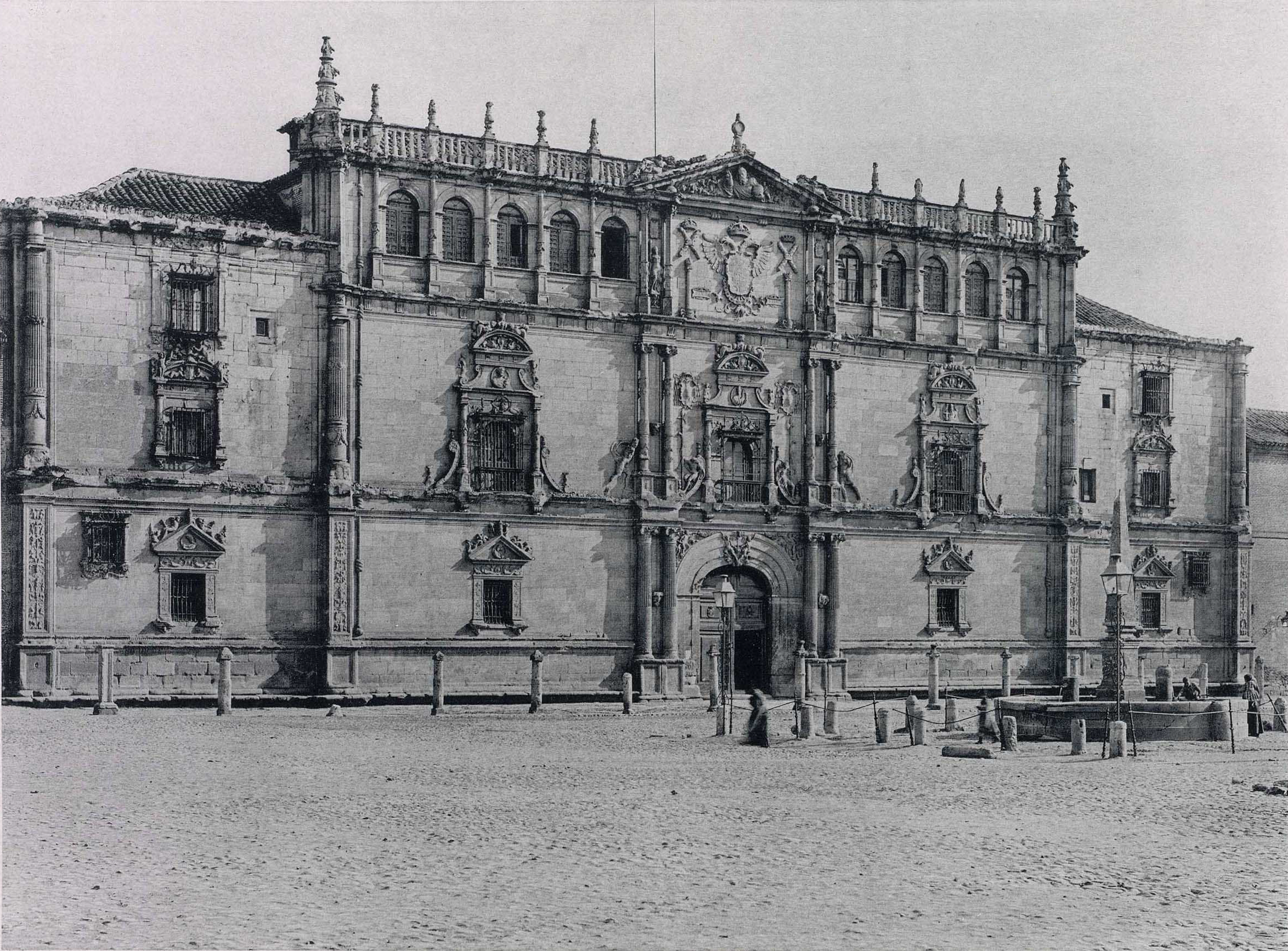
Universidade de Alcalá fundada por Cisneros, que produziu um monumento humanista como a Bíblia Poliglota Complutense.

Esse famoso fragmento (conforme interpretado por Martín de Riquer) abre o Século de Ouro Espanhol com um jogo sacrílego que identifica a beleza da amada e o local de encontro dos amantes: uma igreja.
De forma ainda mais evidente, Joanot Martorell havia situado um encontro amoroso entre Tirant e Carmesina na própria catedral de Santa Sofia de Constantinopla.
O Renascimento e o Humanismo passaram do teocentrismo medieval para um antropocentrismo que significaria a abertura da modernidade.
No entanto, em meados do século XVI, essa precoce secularização parecia muito distante da realidade histórica espanhola, na qual os assuntos religiosos continuavam a ter um protagonismo violentíssimo.

### Os Reis Católicos
Os Reis Católicos têm sido vistos pela historiografia tradicionalista como figuras providenciais que conseguiram uma unificação em todos os âmbitos: político, territorial, ideológico e religioso (apesar de parecer forçada para os historiadores atuais essa interpretação).
Inclusivamente, está em curso o processo para a beatificação de Isabel (diante do escândalo gerado por outros).
O que pode ser afirmado com mais segurança é que os reis intentavam uma política de "máximo religioso", que puderam adotar após o fim da Guerra de Granada em 1492.
Imediatamente, enfrentou-se o que era percebido como um grave problema: a convivência entre judeus e conversos, que se acreditava favorecer a manutenção de práticas judaizantes.
A Expulsão dos judeus da Espanha foi vista como uma solução e uma oportunidade para aumentar as conversões (algo que, entretanto, ocorreu apenas em menor escala).
A situação dos muçulmanos que permaneceram em Granada –protegidos pelas condições de capitulação e pela política conciliatória do confessor real e primeiro bispo da cidade, Frade Hernando de Talavera– foi alterada pela pressão exercida pelo novo confessor, o Cardeal Cisneros.
Após o édito de 1502, ninguém que não fosse cristão poderia permanecer no território da Monarquia.
Os batismos massivos obtidos com poucas reservas originaram, para as gerações seguintes, o problema morisco (nome dado a esse grupo, que só pode ser considerado cristão de forma bastante laxa), o qual não se resolveu com sua dispersão pelo interior do reino após a Revolta das Alpujarras e só foi solucionado pela expedição de 1609: a expulsão dos moriscos.

### A Inquisição Espanhola
Uma inquisição de novo tipo –bem diferente da medieval–, que se tornou uma das poucas instituições comuns a todos os reinos hispânicos, teve papel transcendental na configuração da sociedade espanhola do Antigo Regime.
Clérigos de forte personalidade a compuseram, como Tomás de Torquemada (também confessor da rainha) ou Pedro Arbués, o primeiro inquisidor de Aragão, assassinado enquanto rezava na catedral (apesar de estar protegido por armadura).
A estrutura dos tribunais cobria o território de maneira mais racional que as próprias dioceses, e a densa rede de familiares (seus temidos informantes) levava sua influência até o último recanto.
Os milhares de processados e condenados, assim como o clima obsessivo de perseguição entre os potenciais alvos de sua repressão, resultaram num controle social muito mais eficaz do que o que as instituições civis poderiam ter realizado.
Outro resultado foi a imagem extraordinariamente negativa que a Inquisição Espanhola detém no imaginário popular atual.
Não está de menos lembrar que as formas truculentas do proceso inquisitorial eram universalmente aplicadas nas instituições judiciais civis e eclesiásticas de todos os estados e religiões na Europa (como pôde constatar Miguel Servet, tão herético para os católicos quanto para os calvinistas de Genebra, que o ajusticiaram), e que a censura e a proibição de livros – embora extremamente severas na Espanha – não eram inexistentes em outros países, mesmo que fossem mais brandas em alguns (notavelmente na Holanda e em Veneza).

### Reforma eclesiástica e intelectual

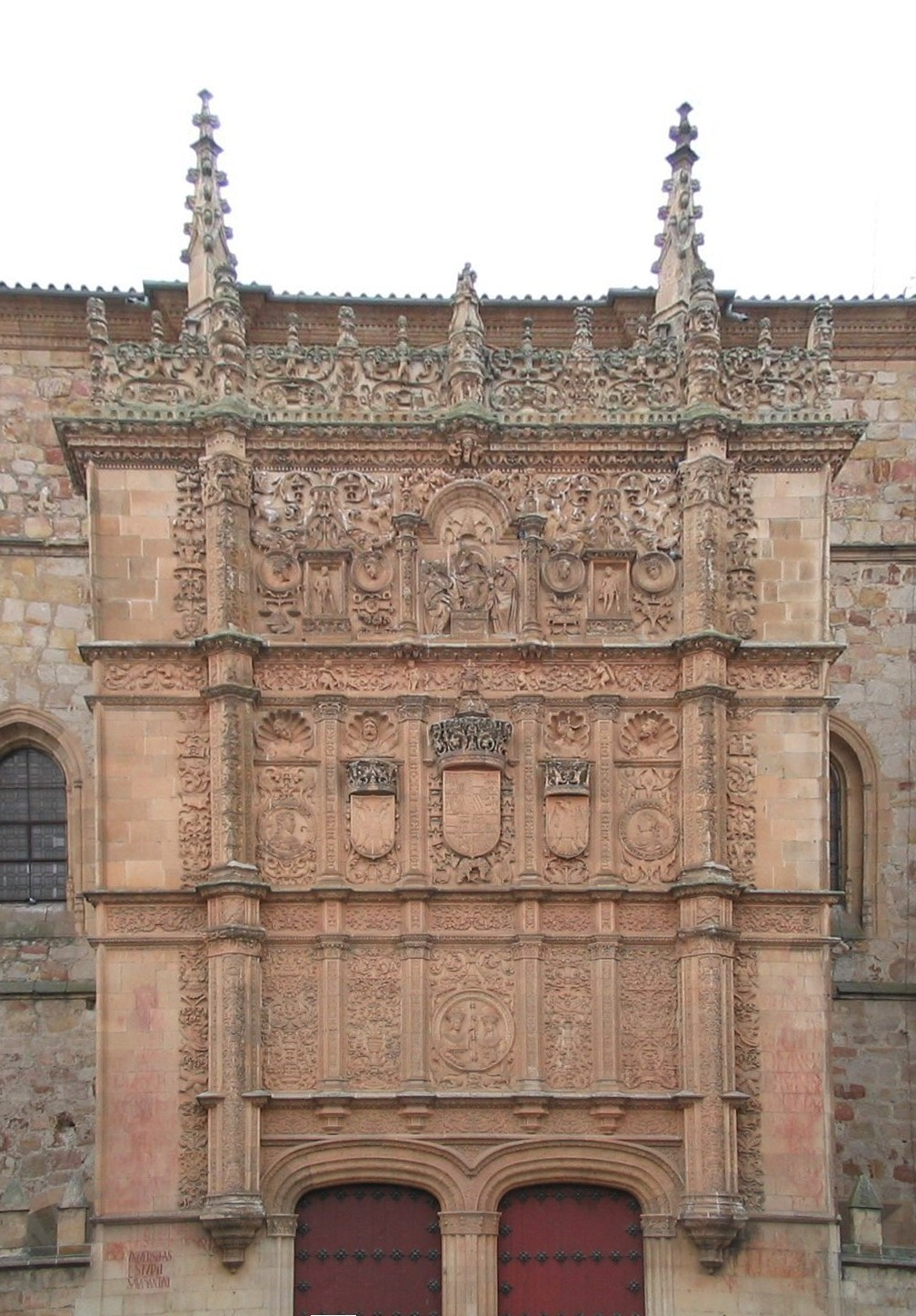
Fachada da Universidade de Salamanca, com os Reis Católicos no medalhão central.

A reforma da igreja castelhana vinha sendo objeto de preocupação desde meados do século XV, diante da evidente situação, que ia desde a insuficiente instrução dos padres até a vida pouco edificante dos mais altos dignitários, envolvidos nas intrigas políticas e militares da Guerra Civil Castelana (conflito pela sucessão de Enrique IV de Castilla).
Os Fonseca haviam criado uma verdadeira casa episcopal.
O Cardeal Mendoza ou o Arcebispo Carrillo eram personagens imprescindíveis na corte.
Uma das tentativas mais interessantes de reforma foi a do bispo de Segóvia, João  Arias Dávila, que convocou o Sínodo de Aguilafuente para debater com os clérigos como reformar seus costumes e obter uma prática pastoral mais eficaz.
Um resultado colateral de suas preocupações humanistas foi a introdução da imprensa –provavelmente o primeiro livro impresso na Espanha (o Sinodal de Aguilafuente, 1472)–.
Na Coroa de Aragão, a situação não era distinta, e iniciou-se uma reforma sistemática a partir do final de 1493, com a concessão de uma série de bulas e breves pontificiais, reiteradamente solicitados pelos reis.
Começou-se pela reforma dos mosteiros femininos catalães (com a designação de visitadores, capelães, substituição das religiosas mais problemáticas, insistência na clausura…), que se estendeu ao restante.
O programa reformador em Castela foi liderado pelo Cardeal Cisneros, que, pela sua proximidade com a Rainha Isabel e, posteriormente, por seu papel como regente, teve a oportunidade de implementar um ambicioso plano de reforma, abrangendo todos os aspectos – inclusive a investigação filológica e teológica na refundada Universidade de Alcalá.
Assim começou, junto com o campo literário, a idade de ouro das universidades espanholas: a de Alcalá, a Universidade de Salamanca e a Universidade de Valladolid, com seus colégios universitários administrados pelas ordens religiosas (dominicanos, agostinianos, jesuítas), que testemunharam grandes polêmicas, aulas magistrales aguardadas com expectativa e publicações que influenciaram toda a Europa – incluindo uma decisiva intervenção espanhola no Concílio de Trento.
A chamada escola de Salamanca, presidida por Francisco de Vitoria, significou a continuidade e renovação da escolástica no que passou a ser chamado de neoescolástica, assim como uma orientação neoaristotélica, oposta ao neoplatonismo paganizante do humanismo italiano.
Personagens como Melchor Cano, Tomás de Mercado, Martín de Azpilicueta, o Padre Suárez ou o Padre Mariana (com sua Historia de Espanha e sua divulgada justificação do tiranicidio) abrangeram todo um vasto leque de disciplinas influenciadas pela teologia, inclusive mantendo uma estreita relação com o nascente pensamento econômico (arbitrismo).
Além de sua função intelectual, a universidade foi, durante toda a Idade Moderna, um poderoso mecanismo de ascensão social e de recrutamento burocrático, tanto para a Igreja quanto para as instituições civis.
Sua maior deficiência foi a incapacidade de incluir a revolução científica (que também não teve acolhimento em seus inícios nas universidades europeias, mas em outras instituições).
Outras influências, menos "acadêmicas", foram essenciais para a Contrarreforma: a fundação da disciplinada Companhia de Jesus por São Inácio de Loyola, na qual ingressaram personalidades espanholas tão decisivas como São Francisco de Borja e São Francisco Xavier.
Difícilmente os clérigos espanhóis teriam exercido tanta influência intelectual sem o apoio material, político, financeiro e militar que a Espanha exercia sobre o Papado e sua hegemonia na Europa.
Não apenas os Reis Católicos contaram com um complacente Alejandro VI (da família valenciana, de Borja ou Borgia) para lhes conferir o título de Católicos e as bulas alejandrinas que justificavam a colonização da América, mas também os Habsburgos empregaram toda a influência de que dispunham para obter papas favoráveis nos conclaves: desde Carlos V, que conseguiu o nomeação de seu preceptor e ideólogo Adriano de Utrecht, até Felipe II, com Pío V, tão grato após a batalha de Lepanto que chegou a comparar João  de Austria com o Batista, afirmando "veio um homem, enviado de Deus, que se chamava Juan".
As relações nem sempre foram cordiais, e a Guerra da Liga de Cognac e o Saco de Roma (1527) confirmaram isso, por mais que a justificação da política externa e militar dos Habsburgos na Europa fosse a manutenção da fé católica.
Inimigos protestantes e católicos alimentaram a leyenda negra espanhola, divulgada como propaganda anti-espanhola desde a rebelde Holanda de Guillermo de Orange.

### Reforma Protestante na Espanha

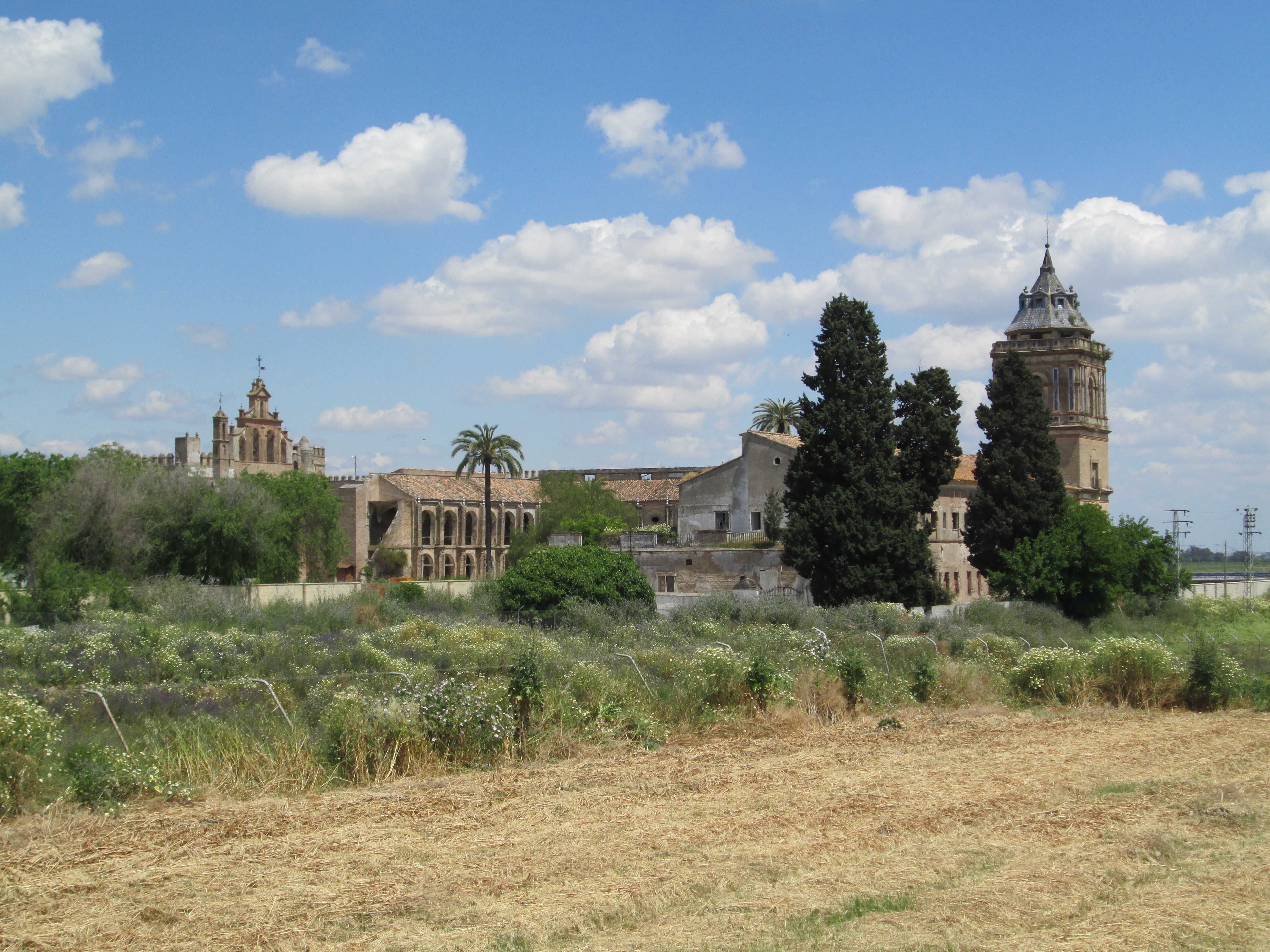
Mosteiro de São Isidoro do Campo, em Sevilha, um dos principais focos da Reforma Protestante na Espanha.

No século XVI, também existiram correntes de espiritualidade afastadas da postura religiosa oficial, que procuravam viver e defender um cristianismo diferente.
Esses movimentos clandestinos logo demonstraram interesse nos escritos de Lutero, como evidenciado na carta que o impressor alemão Johann Froben enviou, em fevereiro de 1519, a Lutero, apenas dois anos após a publicação de suas 95 teses, na qual informava ter enviado "seiscentos exemplares de seus escritos para França e Espanha".

#### Grupo de Valladolid
Seu fundador foi um italiano, Carlos de Seso, corregedor da cidade de Toro, que se converteu ao protestantismo após ler João  de Valdés.
Em seu entorno formou-se um grupo composto por cerca de cinquenta e cinco pessoas, a maioria nobres ou conversos, entre as quais se destacava o doutor Agustín de Cazalla, cânonigo de Salamanca e antigo capelão e pregador de Carlos V, cuja família também havia abraçado a fé protestante – um dos membros, María de Cazalla, foi condenada pela Inquisição por alumbrada.
Também integravam o grupo membros da nobreza cristã antiga, como o frade Domingo de Rojas, filho do marquês de Poza, ou Ana Enríquez, filha da marquesa de Alcanhices, a quem foi dito:
"que não havia mais que dois sacramentos, que eram o batismo e a comunhão, e que isto da comunhão não estava Cristo, da parte que aqui tinham… e que o pior de tudo era dizer missa, porque sacrificavam a Cristo, que já estava sacrificado uma vez."

Neste grupo de Valladolid está baseada a novela El hereje de Miguel Delibes.

#### Grupo de Sevilha

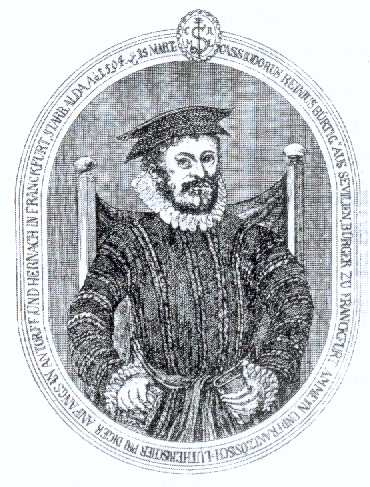
Casiodoro de Reina, protestante espanhol, autor da primeira tradução da Bíblia para o castelhano, a Bíblia do Urso.

Em 1552, a Inquisição confiscou em Sevilha cerca de 450 Bíblias impressas no exterior.
Nesse mesmo ano, compareceu, num auto de fé, o pregador da catedral João  Gil, conhecido como Egídio, que havia sido detido pela Inquisição em 1549, devido – segundo Joseph Pérez – à "liberdade com que se expressa, que choca com os tradicionalistas".
Gil ironizava, a partir do púlpito, sobre as práticas religiosas das massas e das estruturas eclesiásticas; criticava certas formas de ascetismo e recomendava que se voltasse tudo a Jesus Cristo.
Não há nada nessas propostas que seja claramente luterano, ao menos à primeira vista.
Henry Kamen atribui essa detenção ao clima repressivo instaurado pelo novo arcebispo de Sevilha e inquisidor geral Fernando Valdés, "um homem ambicioso e implacável que via heresias por toda parte".
Por isso, opôs-se à nomeação de Constantino Ponce da Fuente, um humanista de Alcalá e converso que havia sido capelão de Carlos V, como pregador da catedral, o qual acabou sendo detido pela Inquisição, morrendo em seus calabouços dois anos depois.
Segundo Kamen, nem Constantino nem Egídio "podem ser considerados luteranos".
"Eram humanistas que acreditavam em uma intensa vida espiritual e nenhuma de suas opiniões era explicitamente herética".

No entanto, após a descoberta do grupo luterano em Sevilha, estes foram queimados em efígie –pois já haviam falecido– num auto de fé em dezembro de 1560, por serem luteranos.
Além disso, John Fox em seu livro Book of Martyrs afirmou que o doutor Gil e Constantino Ponce foram "os primeiros que quase ao mesmo tempo descobriram as trevas da Espanha".

Mas, em Sevilha, existia um grupo de protestantes, composto por cerca de 120 pessoas, que girava em torno do convento dos jerónimos de Santa Paula e do Mosteiro de São Isidoro do Campo.
Deste grupo, faziam parte Cipriano de Valera, Casiodoro de Reina, João  Pérez de Pineda e Antonio do Corro, que fugiram antes de serem descobertos, tornando-se personagens muito importantes na Reforma Protestante europeia.
Inicialmente, esses monges jerónimos, grandes leitores de Lutero e de Melanchthon, estabeleceram-se em Genebra.

#### Erasmo

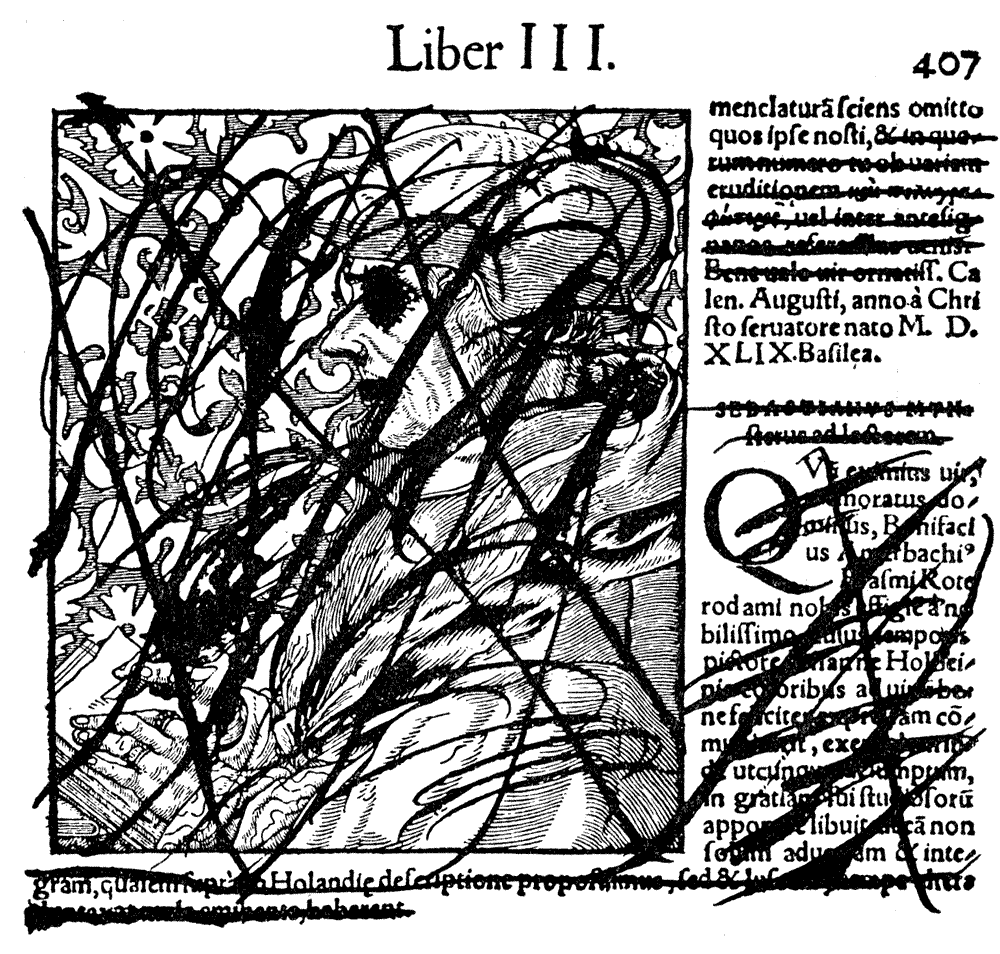
Texto de Desiderio Erasmo, incluído no Index Librorum Prohibitorum, censurado com tachaduras, juntamente com sua imagem em um gravado. Chegou-se a uma verdadeira erasmofobia.

Ainda recusando vir pessoalmente, como lhe foi proposto (respondeu: Non placet Hispania), Erasmo de Roterdã foi a personalidade mais destacada no panorama religioso espanhol da primeira metade do século XVI.
O erasmismo, um humanismo cristão crítico –intermediário entre os extremos que se fixariam como luteranismo e catolicismo romano– difundiu-se por meio de seus escritos, verdadeiros sucessos editoriais, e por seus discípulos diretos: Luis Vives e os irmãos Juan e Alfonso de Valdés.
Estendeu-se inclusive a camadas populares, notadamente graças à divulgação da novela anônima Azarillo de Tormes (cuja autoria tem sido atribuída a diversos personagens, entre eles a algum dos irmãos Valdés).
A recepção de suas ideias pressupôs a prévia existência, na Espanha, de uma atmosfera cultural e de elites culturais e sociais que as possibilitassem.
Ainda assim, o apoio do imperador Carlos V, da Universidade de Alcalá e de boa parte da hierarquia não impediu que seus poderosos adversários – as ordens religiosas, apoiadas por teólogos de Salamanca (Francisco de Vitoria) e de Valladolid (Pedro Margallo e Fernando de Préjano) – acabassem por se impor.
Quase conseguiram sua condenação na Conferência de Valladolid (1527), da qual só se livrou graças à suspensão das sessões ordenada pelo inquisidor pró-erasmista Alfonso Manrique.

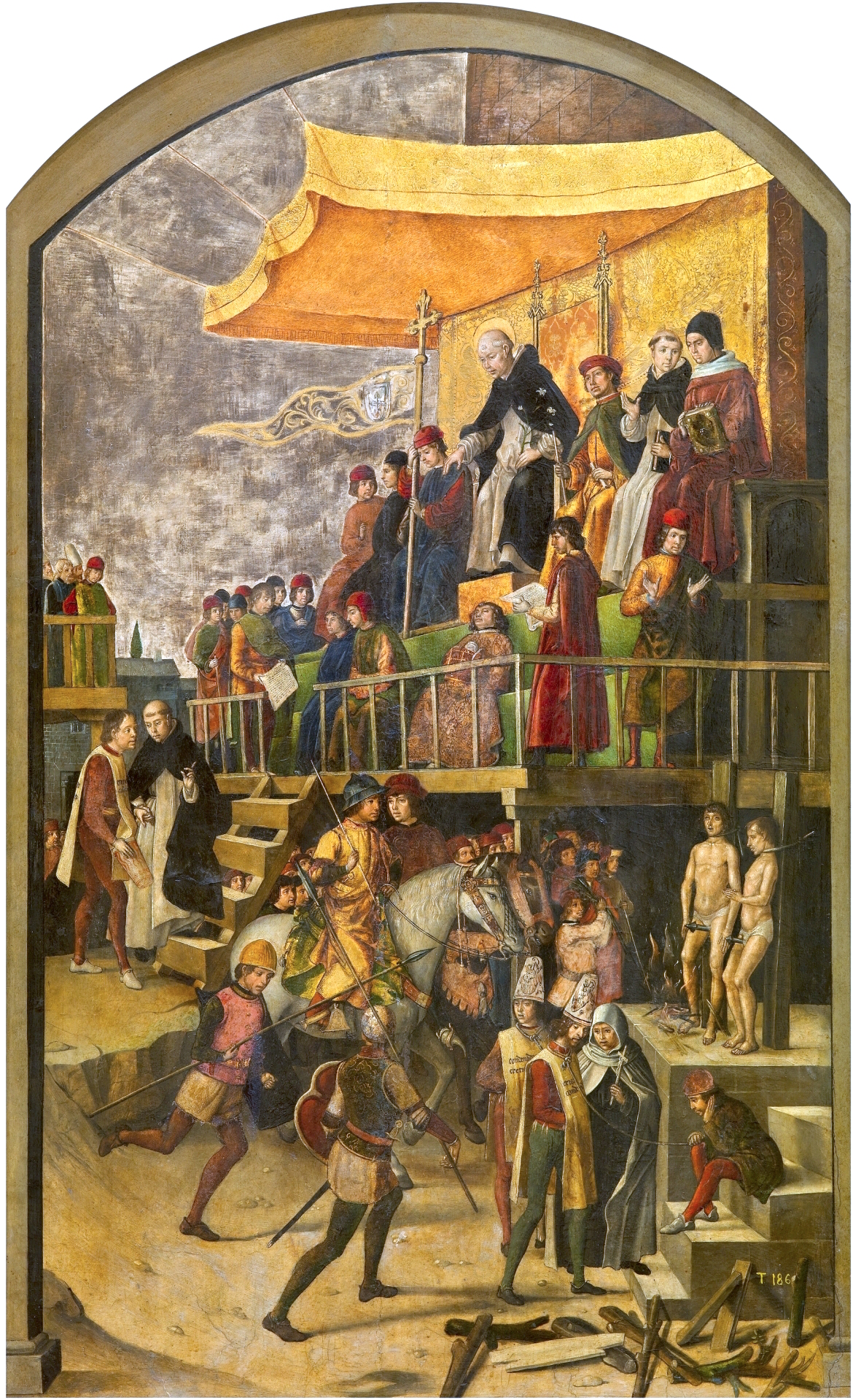
Santo Domingo preside um auto de fé contra os albigenses, de Pedro Berruguete (1475). Não se representa um fato próprio da Inquisição Espanhola, nem para protestantes nem para judaizantes, mas a acumulação, na mesma cena, do juiz eclesiástico com o hábito dominicano, dos penitentes com sambenito, do arrependido que se "reconcilia" no último momento e dos "relaxados ao braço secular" queimando-se (o que era feito no "brasero", fora do local onde ocorria o auto de fé) confere grande força visual a este famoso quadro, que passou a ser amplamente reproduzido.

#### Perseguição da dissidência religiosa

##### Alumbrados e protestantes
Desde 1521, a perseguição inquisitorial de tudo o que pudesse estar associado à reforma luterana foi criando, muito mais do que a realidade, a imagem de um inimigo utilíssimo, a que se associavam tanto erasmistas quanto místicos ou renovadores, os quais pouco ou nada tinham a ver com o protestantismo, num ambiente cada vez mais fechado e xenófobo, culminando com a proibição de estudar fora da Espanha (Pragmática de 22 de novembro de 1559).
Até meados do século, os processados e executados eram estrangeiros que vagamente tinham ouvido falar de Lutero: o pintor Gonzarlo em Maiorca (1523), o comerciante alemão Blay em Valência (1524) e, na mesma cidade, o pintor Cornelius de Gante e o agostiniano Martín Sanchís, o primeiro espanhol a ser executado (1528).
Em 1532, o processo dos iluminados ou alumbrados (Vergara, Tovar, Eguía, María de Cazalla – irmã do bispo João  de Cazalla – e Castillo, reunidos em conventículos de Pastrana ou Escalona – desde 1511 Pedro Ruiz de Alcaraz, Isabel da Cruz e Bedoya, que para alguns autores já consideravam que o “amor de Deus” não era uma ideia mística, mas sim a certeza absoluta de que Deus guia a mente humana para poder ler as Escrituras com total liberdade, influenciando João  de Valdés – liam e interpretavam pessoalmente a Bíblia, preferindo a oração mental à vocal, como fizeram posteriormente os quietistas, ou pretendiam comungar sem confessar, considerando que pessoas justificadas e confirmadas no bem não podem mais pecar, diferentemente dos begardos)
Isso significou o início de uma perseguição mais sistemática, liderada pelo inquisidor Fernando de Valdés.
Sob sua direção, e ao mesmo tempo em que se publicava o índice de livros proibidos, ocorreram os seis autos de fé de 1559–1562, que, com a condenação de duzentas pessoas a diversas penas (incluindo a fogueira), acabaram com os núcleos de Valladolid (restrito a elites intelectuais e de alto nível social – como o corregedor de Toro, Carlos de Seso, ou o capelão de Carlos V, Agustín de Cazalla –) e de Sevilha (de caráter mais popular, embora também minoritário – divulgado por pregadores como Constantino Ponce da Fuente, seguidor do doutor Egidio –, detectado com a detenção do carregador Julián Hernández, "Julianillo", que havia introduzido da Alemanha dois tonéis carregados de livros protestantes).
Ainda se discute a verdadeira natureza teológica das crenças de ambos os núcleos.
Muitos reformistas exilados escaparam da repressão, como João  Pérez de Pineda, Cipriano de Valera, Casiodoro de Reina, Antonio do Corro e os irmãos Francisco e João  de Encinas.
Reina e Valera publicaram, em 1569, em Basileia, sua tradução da Bíblia para o castelhano (a chamada Bíblia do Urso), que se tornou a versão mais utilizada pelos protestantes espanhóis.
Os erasmistas que permaneceram na Espanha tiveram de tomar muitas precauções, chegando mesmo a negar a orientação de seu pensamento –que passou a se centrar mais do que no desprezo pelas cerimônias e na exaltação do espírito, na questão da justificação pela fé e do benefício de Cristo–.
O ano de 1559 também testemunhou o extraordinário escândalo do processo do arcebispo de Toledo, Bartolomé de Carranza, que, apesar de ser um dos principais defensores do Concílio de Trento e protegido por Felipe II, havia publicado em seus Comentarios sobre o catecismo romano proposições que permitiram ao inquisidor Fernando de Valdés acusá-lo de diversas desvios, numa linha perigosa que beirava o erasmismo e o luteranismo.
A recusa de seu juiz, a defesa de Martín de Azpilicueta e a intervenção final do papado não impediram que Carranza acabasse por morrer em Roma sem poder retornar à sua sede.
Houve um ressurgimento de grupos iluminados entre 1570 e 1579, e já no século XVII surgiram outros núcleos em Sevilha e Valência, de extração mais popular do que os elitistas dos núcleos castelhães, alguns deles herdeiros do movimento das beguinas ou beatas, que manifestaram, inclusive, atitudes mais extravagantes, como as das emparedadas voluntárias.

#### Cristãos novos
Uma das maiores peculiaridades da vida religiosa espanhola do Antigo Regime foi a existência da categoria social de cristão-novo, que não se perdia com o passar das gerações, deixando clara a motivação étnica da diferenciação, apesar da insistência inquisitorial em buscar casos de criptojudaísmo.
Aos judeoconversos era atribuído o apelido de marranos, e os estatutos de limpieza de sangre impediam sua entrada na maioria das instituições, incluindo as universitárias, as ordens militares e algumas ordens religiosas.
Isso fez com que muitos procurassem ocultar sua origem, compensando com maior intransigência religiosa (o chamado zelo do converso) ou com maior espiritualidade.
A ocultação e a revelação das origens judaicas eram tratadas obsessivamente em todas as camadas da sociedade – desde a nobreza e o clero (inclusive os próprios inquisidores) até a própria monarquia (Tizón da nobleza).
A historiografia, sobretudo a partir da polêmica Américo Castro-Sánchez Albornoz, transformou em lugar-comum a busca por isso na maioria dos personagens da Idade de Ouro, como Santa Teresa ou São João da Cruz, às vezes com provas convincentes e, noutras, por meio de indicadores discutíveis (posturas críticas, medo da Inquisição; compensações, como a frequente invocação à Santíssima Trindade ou posturas castrísticas, ou ainda tentativas de escapar, como a busca pela fama ou o atormentado "viver se desfazendo").

Os moriscos não foram tão perseguidos pela Inquisição (provavelmente por serem, em sua maioria, comunidades camponesas sujeitas a um forte sistema senhorial, que, ao mesmo tempo que os explorava, também os protegia de interferências).
Interpretou-se que os estranhos Plomos del Sacromonte, um famoso caso de falsificação histórica, eram na verdade uma tentativa de conciliação do cristianismo com o islã por parte de algum grupo de moriscos de alta posição social, após a Revolta das Alpujarras.
Os plomos pretendiam ser um quinto evangelho, revelado pela Virgem em árabe para ser divulgado na Espanha, supostamente a São Cecílio – um dos misteriosos homens evangélicos do século I, a quem, para essa ocasião, se imaginava como um árabe cristão que acompanhava Santiago.

## Crise do Antigo Regime

### Regalismo
O Século das Luzes começou com uma afirmação do regalismo da nova casa de Borbão, que acentuou o controle do rei sobre o clero em prejuízo do Papa. As negociações do Concordato de 1753 tiveram altos e baixos, com confrontos internos que resultaram no processo inquisitorial e exílio de um dos principais partidários do regalismo, Melchor de Macanaz.
A prerrogativa do regium exequatur (que conferia aos reis o direito de reter, até darem sua aprovação, as bulas e os breves papais) havia sido utilizada no século XVI por Carlos V e Filipe II, mas caiu em desuso no século seguinte. O regalismo de cunho borbônico nada fez senão restaurar essa prerrogativa régia nos tempos de Carlos III (18 de janeiro de 1762) e ampliar sua aplicação aos assuntos relacionados com o dogma. A razão foi a polêmica pela condenação da Exposition da doctrine chrétienne de François Philippe Mesenguey. De qualquer forma, em pouco tempo o exequatur foi declarado suspenso. Além disso, foram estabelecidos os recursos de força, pelos quais a administração da justiça civil (as Audiências Reais e o Conselho de Castela) revisariam, em recurso, as sentenças dos tribunais eclesiásticos, podendo revogá-las e proferir outras se encontrassem vícios processuais.

### Novo ambiente intelectual
Desde o início do século XVIII iniciou-se uma nova abordagem da missão assistencial da Igreja e do valor da pobreza, como pode ser observado na fundação do Monte de Piedade de Madri pelo sacerdote Francisco Piquer Rodilla (1702).
A preocupação com a não interferência da vida religiosa na esfera econômica gerou propostas de reforma do calendário laboral, como a de Campomanes, que o criticava por ser excessivo, visto que, para alguns ofícios gremiais e meses do ano, existiam quase tantos dias festivos quanto dias úteis (no entanto, prudentemente, ele não criticava as devoções por si só, nem o cumprimento dos preceitos).
Os iluministas de dezoito foram muito críticos com a Igreja: satirizavam a degeneração da oratória sagrada (como na conhecida obra do padre Isla Fray Gerundio de Campazas, alias Zotes) e criticavam clandestinamente a Inquisição (Moratín Queima de bruxas em Logronho) e o modo como eram recrutados os membros do clero, que, muitas vezes desprovidos de vocação, frequentemente se comportavam de maneira licenciosa (por exemplo, os escândalos do abuso das confissões: a solicitação).
Criticou-se inclusive a implantação territorial do clero secular, muito denso no norte de Espanha e muito disperso no sul, com áreas na Andaluzia, a Mancha, Extremadura e Múrcia, onde a atenção pastoral era bastante deficiente, enquanto se tornavam visíveis na vida social as figuras pouco edificantes do beneficiado, que acumulava as rendas de vários benefícios, do capelão que cantava missa com poucos assistentes (ou nenhum, exceto o coroinha), dos tonsurado que não exercia nenhuma cura de almas ou daquele que recebia ordens menores com o único fim de adquirir o fuero eclesiástico. Acima de tudo, eram alvo das críticas dos iluministas o número excessivo alcançado pelo clero regular (quando não sua própria função ou existência), e a distorção do mercado e os impedimentos para o desenvolvimento de uma economia capitalista que significavam, em conjunto, tanto a riqueza da igreja (as terras e propriedades urbanas do clero, submetidas a mãos-mortas e suas rendas, sobretudo o dízimo), quanto a forma de utilizá-la: não em investimentos produtivos que permitissem uma acumulação de capital, mas em gastos suntuários ou em subvenção à pobreza (nas Cortes de Cádiz, um deputado liberal chegou a argumentar que a Igreja produzia pobreza, justificando-se na necessidade de socorrê-la). É significativo que a pobreza evangélica deixara de ser um valor social, e que as instituições religiosas não recebessem críticas tanto por serem ricas quanto por não saberem serlo: se na época feudal se comportavam como um senhorio a mais, na transição para o capitalismo não estavam demonstrando a mesma habilidade para se converter em empresários.
Todo isto é uma amostra do novo ambiente intelectual do século das luzes, que vinha se gestando na Europa noroccidental desde a crise da conciencia europea do final do século XVII e início do século XVIII, e que, embora chegasse tardiamente a Espanha (exceto por uma minúscula minoria de novatores), foi impondo-se sobretudo na segunda metade do XVIII. Surge uma nova concepção racionalista, enciclopedista ou volteriana, que para alguns pode ser denominada deísta ou panteísta (Bernardo de Iriarte, condenado com tais acusações pela Inquisição em 1779; enquanto que seu irmão Tomás de Iriarte, o fabulista, foi obrigado a abjurar de seus erros em 1786 e Luis García Canhuelo, editor de El Censor, em 1788) ou até mesmo relacionada com a maçonaria.

### Maioria "casticista"
Mas a grande maioria da sociedade, em todos os estamentos, mantinha-se em posições tradicionalistas, sobretudo no campo religioso. É o momento em que surge a Espanha Sagrada do Padre Flórez, um monumento historiográfico que busca no passado as essências do cristianismo como traço essencial do que é espanhol. Frei Diego José de Cádiz e outros pregadores capuchinos incentivavam uma religião afetiva e adaptada às circunstâncias locais, em contraste com a piedade elitista e uniformizadora dos iluministas, através de sermões massivos e missões itinerantes, que criavam nos povoados um clima de efusiva exaltação graças ao uso premeditado de recursos teatrais destinados a comover os corações dos fiéis, atuando como uma das principais forças opositoras a todas as correntes iluministas, mesmo diante das desconfianças de boa parte do clero (denominado por esses como "jansenistas").
Não se deve esquecer também que a influência dos clérigos continuava sendo enorme, sobretudo entre as massas populares: na conjuntura crítica do Motín de Esquilache, a plebe madrilena, que havia iniciado uma violenta revolta, reconduziu de maneira organizada o protesto após a intervenção do Padre Yecla, um franciscano (dos chamados gilitos (do convento de São Gil), que colocou uma corda ao redor do pescoço e, com um crucifixo, saiu ao encontro das turbas). Também ocorreu, sobretudo durante a primeira metade do século, uma intensificação das peregrinações a Santiago de Compostela.
Na educação, houve inclusive um aumento da influência clerical desde o século anterior, tanto entre as elites (colégios jesuítas, como o Seminario de Nobles de Madri, até sua expulsão) quanto entre o povo simples, quase totalmente analfabeto e confiado à pregação do padre ou à chegada pontual e espetacular de pregadores de missões. Mesmo os poucos professores municipais ofereciam uma formação fortemente religiosa. Os colégios escolapios (ordem fundada no século XVII pelo espanhol São José de Calasanz) surgiram e se espalharam nesta época. Sua proliferação fez com que fossem até objeto de críticas economicistas como as de Olavide: "pois ensinam gratuitamente, tirando o trabalho dos lavradores".
Outra questão era a das elite, ou pelo menos parte delas: a perda do monopólio intelectual como consequência da irrupção dos ilustrados laicos originou inúmeros choques, com vítimas de ambos os lados, como a expulsão dos jesuítas (bode expiatório do Motín de Esquilache, o que não deixou de ser bem visto por ordens religiosas rivais) e o processo inquisitorial contra Pablo de Olavide. A animadversão por parte do catolicismo casticista a tudo o que fosse afrancesado teve a oportunidade de voltar a identificar o espanhol com o católico na guerra contra a Convenção (1792), na qual os párocos liam homilias intensamente patrióticas contra os franceses ateus e revolucionários (teve grande difusão a obra de Frei Diego de Cádiz O soldado católico em guerra de religión). A Guerra de Independencia Espanhola intensificou essa atitude do clero, que chegou inclusive a pegar em armas (como foi o caso do padre Merino).
Alcançou muita ressonância, mas escassa transcendência, o denominado Cisma de Urquijo (1799), durante a invasão napoleônica dos Estados Pontifícios, que devolvia aos bispos espanhóis algumas atribuições que o Papa havia concentrado (dispensas matrimoniais). A medida foi defendida pelo bispo de Salamanca Antonio Tavira (de tendência "jansenista"), em aplicação das ideias do episcopalista flamengo-holandês Zeger Bernhard van Espen que estavam no ambiente europeu desde o Sínodo de Pistoia (1786) e as medidas da Revolução Francesa (Constitução Civil do Clero).

### Revolução Liberal
Os debates da Constituição de Cádiz, apesar de sua solenidade declaração
associaram a grande parte do clero à facção absolutista, que teve oportunidade de liquidar a obra dos liberals com o retorno de Fernando VII, em grande parte graças ao trabalho do canônico Escóiquiz, antigo preceptor do monarca. Com as Guerras Carlistas e a queima de conventos de 1835 ficou ainda mais evidente a identificação do clero com o absolutismo, o que deu ao ministro liberal Mendizábal a ocasião de privá-los de sua base econômica com a desamortização de 1836. Contemporaneamente, pode-se falar de um crescente anticlericalismo, e do início de certo processo de descristianização entre as massas populares urbanas e em algumas zonas rurais onde o clero secular não tinha uma rede de implantação tão densa como em outras (como na Andaluzia). Esse incipiente problema religioso seria, no futuro, uma das fissuras que levariam ao confronto das Dos Espanhas.
Naquela época também ocorreu a abolição definitiva da Inquisição, que havia recebido, com o livro de João  Antonio Llorente, uma crítica devastadora.

## Reorganização do protestantismo

### Início da institucionalização do Protestantismo

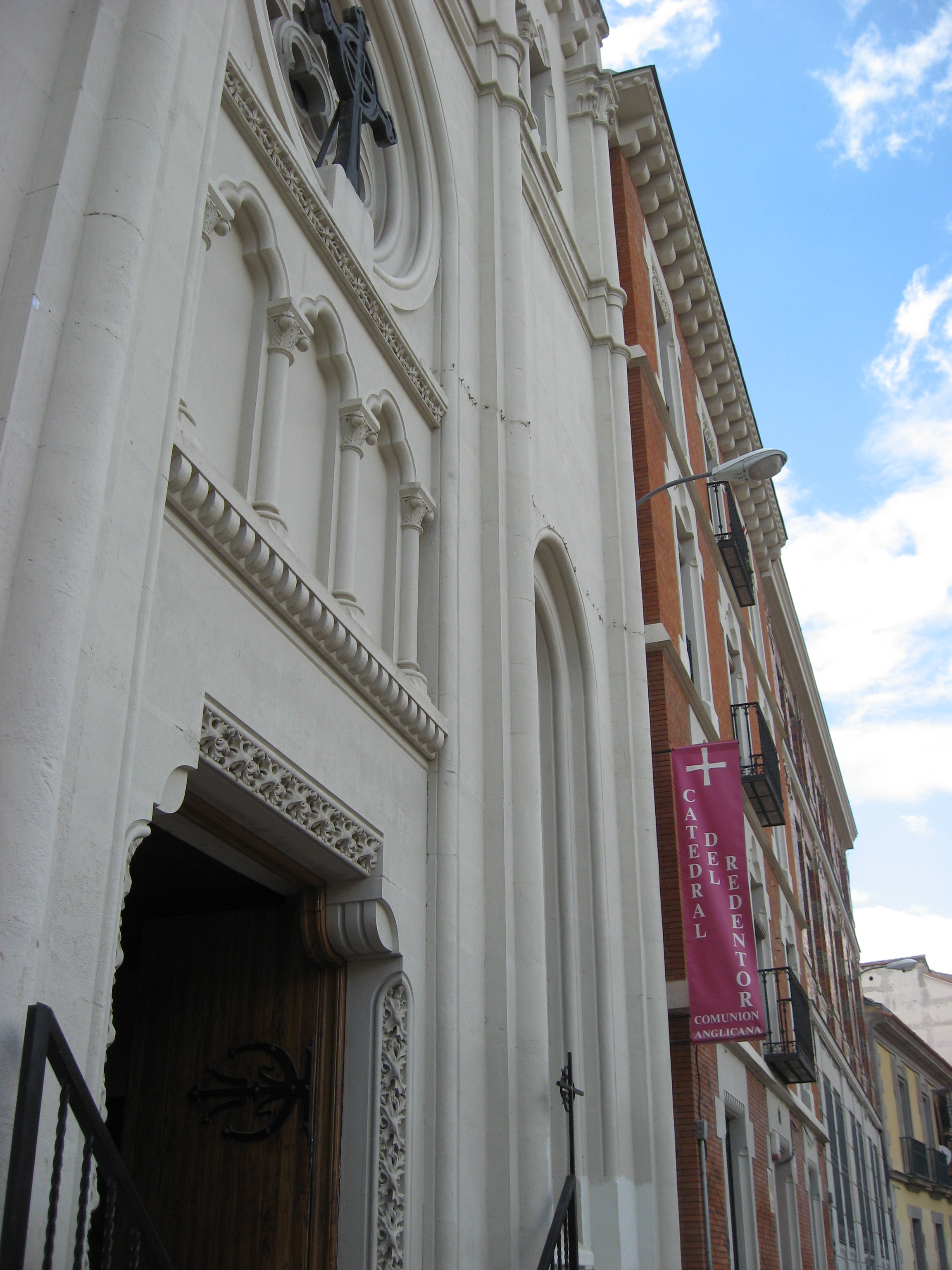
Exterior da Catedral do Redentor, em Madri, a única catedral da Igreja Espanhola Reformada Episcopal.

A partir do primeiro terço do século XIX inicia-se um período denominado por alguns historiadores como a segunda reforma em Espanha no qual ocorre o estabelecimento formal e o desenvolvimento de Igrejas e instituições evangélicas que continuaram, através de diversos avatares, até os dias de hoje.
A reorganização institucional do protestantismo foi favorecida pela confluência de pelo menos três vetores.
- O primeiro e primordial é o aumento da tolerância para com os estrangeiros não católicos residentes em Espanha. Em 1831, Fernando VII autorizou a construção de cemitérios civis para os protestantes estrangeiros.
- O segundo é a chegada do estrangeiro de missionários e de espanhóis protestantes para estudar no terreno e iniciar as tarefas de reorganização do protestantismo espanhol. Merecem ser citados Roberto Chapman, Guillermo Rule e George Alexander e os espanhóis João  Calderón e Francisco de Paula Ruet.
- Por fim, vale a pena citar os próprios evangélicos espanhóis que, desde a clandestinidade e somando seus esforços aos dos anteriores, deram origem, de fato, à organização das primeiras Igrejas protestantes espanholas.

O historiador Gabino Fernández indica a cidade de Cádiz e o ano de 1838 como o local e a data da primeira Igreja Evangélica espanhola.
Com os governos liberais começou a ser considerada a possibilidade de permitir a presença e até mesmo a pregação de protestantes (um testemunho interessante sobre essa atividade pode ser encontrado na conhecida obra de George Borrow The Bible in Spain ("A Bíblia em Espanha", 1843). Anteriormente, e vinculadas ao exílio, haviam ocorrido algumas conversões — entre elas, a de José María Blanco White —, numericamente pouco significativas. Guillermo Harris Rule, metodista inglês, presbítero em Gibraltar, fundou em Cádiz a primeira escola (1838) e a primeira igreja (1839) do protestantismo espanhol, que funcionou clandestinamente até 1868. O ex-franciscano João  Calderón converteu-se ao protestantismo na França em 1824 e, em Londres, fundou as primeiras revistas protestantes em espanhol: O Catolicismo Neto e O Examen Libre, que circularam clandestinamente por Espanha entre 1849 e 1850. Naquela época, foram criados os primeiros pequenos grupos dispersos de protestantes espanhóis em Madri, Andaluzia (Sevilha, Málaga, Cádiz e Granada) e outros locais. O hebraísta Luis de Usoz publicou os vinte e dois volumes de sua Colecção de Reformistas espanhóis ou Reformistas Antiguos espanhóis (1847–1865), recuperando, assim, com garantias filológicas, as obras proibidas de espanhóis protestantes e dissidentes da fé católica do século XVI, embora essas obras só pudessem ser difundidas de maneira semiclandestina. Posteriormente, essa obra foi complementada com a Biblioteca Wiffeniana de Benjamín B. Wiffen, antigo colaborador de Usoz, e Boehmer. Bíblias e evangelhos gratuitos, baratos e sem notas eram impressos fora de Espanha e introduzidos, na maioria das vezes, por contrabando.

### Sexênio democrático e a Primeira República

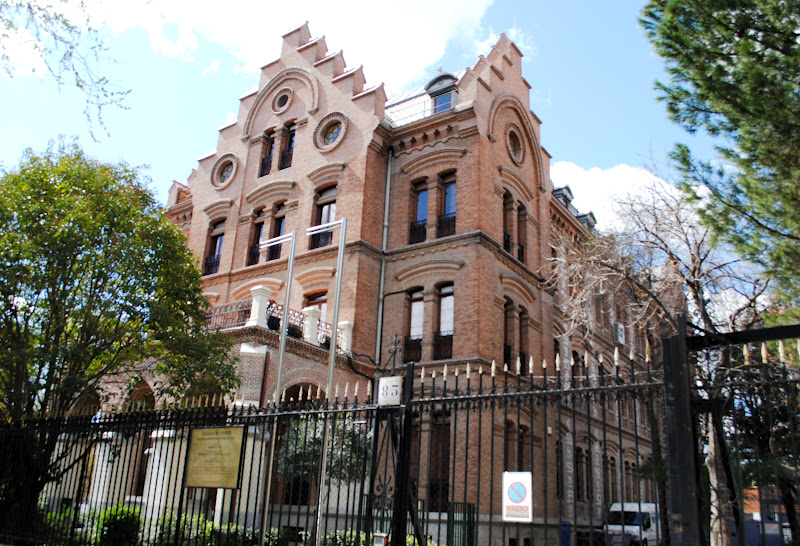
Igreja de Cristo Madrid. Templo da Igreja Evangélica Espanhola em Madri.

Após a Revolução de 1868, a situação dos protestantes espanhóis foi notavelmente favorecida. O Governo provisório concedeu, por decreto, a liberdade de culto em 1868. Nesse período, fundaram-se publicamente Igrejas, escolas, jornais, editoras, hospitais, lares de idosos e orfanatos.
Nas escolas evangélicas, foram instaurados os métodos pedagógicos europeus mais avançados, defendendo a supressão do axioma de que a letra entra com sangue e favorecendo um ensino plural e misto, ao estilo da Instituição Livre de Ensino.
Também foram realizados esforços decididos em outros âmbitos de natureza social, como é o caso da atuação do pastor protestante Antonio Carrasco, amigo de Emilio Castelar, que, como vice-presidente da Sociedade para a Abolição da Escravidão, trabalhou eficazmente junto com outros protestantes em favor da abolição da escravidão nas colônias espanholas de Porto Rico e Cuba.
Os locais de maior implantação das Igrejas Evangélicas foram Andaluzia, Madri, Catalunha, Baleares e Galiza.
Em 24 de janeiro de 1869, Julio Vizcarrondo (abolicionista de origem porto-riquenha), como presidente do Comitê Central da União Evangélica Espanhola, obteve licença municipal para celebrar culto protestante publicamente em Madri.
As divisões entre os protestantes espanhóis multiplicaram as denominações de suas igrejas: a primeira assembleia da Igreja Reformada Espanhola (1869) dará lugar à Igreja Cristã Espanhola (1871) e à Igreja Evangélica Espanhola (1897), todas de orientação presbiteriana. A política episcopal produziu uma cisão denominada Igreja Espanhola Reformada Episcopal (anglicana), em 1880, a de João  Bautista Cabrera. Por outro lado, a Igreja Batista foi fundada em Madri em 10 de agosto de 1870. Nesse mesmo ano de 1870, o missionário protestante espanhol Félix Moreno Astray fundou um núcleo ativo no pleno arquidiocese de Toledo, em Camunhas, e outro igualmente próspero em Alcázar de São Juan em 1874.

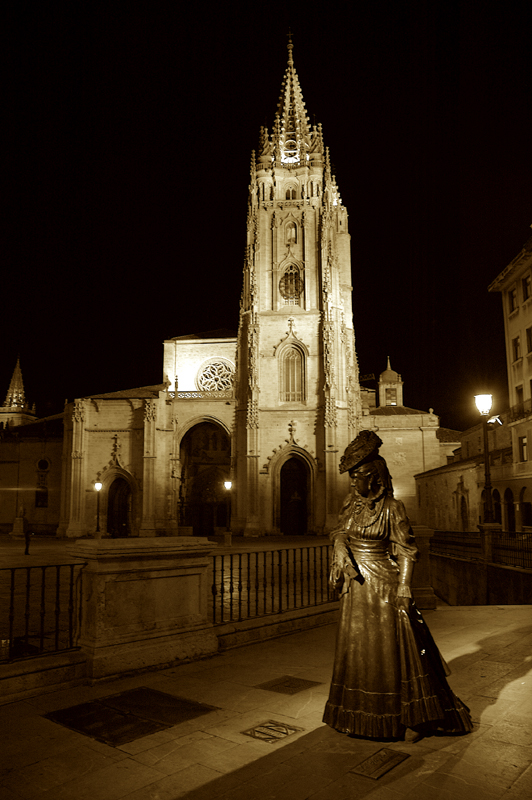
Escultura de A Regenta, em frente à Catedral de Oviedo. O romance naturalista de Clarín reflete de forma crua a nova posição da Igreja na Espanha do último quarto do : assentada a nova classe dominante – alta burguesia e aristocracia –, o clero (representado no romance por Don Fermín de Pas, que desde origens humildes conseguiu chegar a canônico magistral) esforça-se por se adaptar de forma realista à nova situação, comprovada como impossível a volta ao Antigo Regime: a influência que o confessionário exercia sobre as mulheres de alta posição (Ana Ozores, a Regenta, jovem esposa do regente da Audiência) era percebida como um valor inestimável.

## Cristianismo na Espanha burguesa
O reinado de Isabel II começou com um claro confronto entre os liberais e o clero, mas a situação se reorientou após o abraço de Vergara. A busca por uma aproximação da intelectualidade católica à nova situação é encarnada na obra e trajetória vital do padre e filósofo Jaime Balmes (1810–1848) — autor de O Criterio, O protestantismo comparado com o catolicismo em suas relações com a civilização europeia e do manual A religión demostrada al alcance dos ninhos —, defensor do liberalismo de abertura de Pío IX, diante da incompreensão da maior parte da opinião católica espanhola, profundamente tradicionalista, e que até tentou superar a divisão dinástica com um casamento entre Isabel II e Carlos Luis de Borbón, herdeiro da ramificação carlista.
Os governos moderados reconciliaram-se com o papado, firmando o Concordato de 1851. A chave foi a renúncia do clero à recuperação dos bens desamortizados, enquanto o Estado se comprometia à manutenção de um Presupuesto de Culto e Clero. Espanha continuaria sendo um estado confesional, com capelanias no exército e nas prisões. Permaneceriam as peculiaridades do direito canônico e a condição católica do matrimônio. A própria rainha cercou-se do que Valle Inclán chamava de corte dos milagres, na qual figuravam Sor Patrocinio (a freira das chagas) e São Antonio María Claret, fundador da ordem claretiana. Isabel II recebeu a Rosa de Ouro, a mais importante condecoração papal, que significava um apoio não por menos simbólico, tendo em conta que até então o pretendente carlista havia sido melhor visto pela hierarquia eclesiástica.
A revista jesuíta Razón e Fe concentrou-se na defesa da função docente da Igreja, tanto nas escolas públicas quanto nas das congregações religiosas, apresentando o ensino confessional reconhecido no Concordato como uma função patriótica.
O sexênio revolucionário significou um novo período de desentendimento entre governos progressistas, democratas e republicanos e a Igreja, que não estava em condições de organizar um partido político com uma base eleitoral suficiente, como o Zentrum alemão. Os chamados neocatólicos não foram uma força parlamentar decisiva. Convém lembrar que questões como a soberania nacional ou o próprio conceito de liberalismo haviam sido recentemente declarados anatemas pela Igreja católica. Já na época da Restauração, teve ampla difusão o livro de Félix Sardá e Salvany O liberalismo é pecado (1884), que recebia o apelido de a Bíblia dos intransigentes.
A Constitução de 1869 foi a primeira das espanholas a reconhecer a liberdade religiosa, o casamento civil e os direitos civis plenos para os não católicos (artigo 27). O código civil de 1889, no contexto novamente confessional da Restauração, reconhecia duas formas de casamento: o civil e o canônico que deben contraer todososque profeSão a religión católica, frase que suscitou diferentes interpretações.
A Igreja protagonizou um espetacular ressurgimento em Espanha no último quarto do século XIX, graças à atualização de sua função social. Estimulada pelo papado, implementou um amplo programa de ação social, sobretudo em educação e assistência social. A doutrina social da igreja, definida pelo magistério pontifício, difundiu-se sem tensões graves, embora um setor estivesse inquieto com o que se percebia como uma sensibilidade demasiadamente avançada, apesar de seu evidente paternalismo e atitude de resposta à ameaça do enquadramento operário com os movimentos socialistas e anarquistas. Se as encíclicas me despojam, farei cismático, chegou a dizer um deputado.

## século XX
A partir do início do século, a ação social católica foi reorientada desde o interclassismo dos Círculos Católicos para a criação de sindicatos católicos que representassem unicamente os trabalhadores, embora não tenham tido um crescimento comparável aos sindicatos de esquerda, com exceção dos de Vizcaya e Guipúzcoa, onde surgiu a Solidaridade dos Trabajadores Vascos (ELA-STV), um sindicato de orientação católica e nacionalista basca, próximo ao PNV.
A Semana Trágica de Barcelona (1909) evidenciou o distanciamento da Igreja que havia alcançado a classe operária concentrada nessa cidade, a mais importante em termos de população e indústria, em condições miseráveis de trabalho e sujeita ao recrutamento para a Guerra de África. Seu descontentamento, que o movimento operário anarquista e socialista não soube canalizar para inimigos de classe mais objetivamente evidentes, foi facilmente direcionado para objetivos de grande força simbólica pela demagogia lerrouxista:
A Lei do cadeado (1910), promulgada pelo governo Canalejas, impediu o estabelecimento de novas ordens religiosas, cuja expansão era vista com desconfiança pelos liberais dinásticos, cujo anticlericalismo não era tão radical quanto o da oposição republicana.
Com a criação do Ministério de Instrução Pública, começou um confronto explícito entre os governos liberais e o ensino religioso. Por ocasião dos decretos que pretendiam controlar a contratação de professores, o arcebispo de Sevilha pronunciou-se no Senado (1901) em um discurso no qual, pela primeira vez, a Igreja defendia a liberdade de ensino (até então considerada um anatema, como no escândalo da expulsão dos krausistas): o monopólio do ensino... era o caminho aberto para a escravidão dos espíritos, enquanto que a "liberdade de ensino, pela emulação que cria, faz com que todos trabalhem para aumentar seus conhecimentos... ensinadores e ensinados, mestres e discípulos". Criou-se a Federação de Amigos do Ensino (FAE) e foi aprovada pelo papa a Institução Teresiana (1924, embora tenha sido iniciada em 1911 por São Pedro Poveda).
Os primeiros anos do século também foram os do lançamento de um jornal que representaria a opinião católica: o diário El Debate.

### Segunda República
O Estado, as regiões, as províncias e os Municípios, não manterão, favorecerão, nem auxiliarão economicamente as Igrejas, Associações e Instituições religiosas.

Uma lei especial regulará a extinção total, no prazo máximo de dois anos, do orçamento do Clero.

Ficam dissolvidas aquelas Ordens religiosas que, estatutariamente, imponham, além dos três votos canônicos, outro especial de obediência a autoridade distinta da legítima do Estado. Seus bens serão nacionalizados e destinados a fins beneficentes e educativos.

As demais Ordens religiosas serão submetidas a uma lei especial votada por essas Cortes Constituintes

Os cemitérios estarão sujeitos exclusivamente à jurisdição civil. Não poderá haver neles separação de recintos por motivos religiosos.

Todas as confissões poderão exercer seus cultos privadamente. As manifestações públicas do culto deverão ser, em cada caso, autorizadas pelo Governo.

Ninguém poderá ser compelido a declarar oficialmente suas crenças religiosas.

As disposições relativas à liberdade religiosa e determinadas limitações previstas na constituição (artigos 26 e 27) são habitualmente interpretadas no sentido de que a Segunda República Espanhola dispôs de uma legislação claramente anticlerical. Na prática, as mais importantes e polêmicas eram a supressão do orçamento de Culto e Clero e as isenções fiscais, e as relativas ao ensino e à supressão da Companhia de Jesus. Outras de menor transcendência eram a secularização dos cemitérios, a necessidade de autorização para as manifestações públicas de culto, a proibição aos eclesiásticos de acessar as mais altas magistraturas do Estado, etc.
A concessão do sufrágio femenino em 1932 teve detratores de ambientes progressistas por considerar que as mulheres votariam conforme a orientação de seus confessores (confronto entre Clara Campoamor e Victoria Kent).
A relação da hierarquia católica com a Acção Popular e a CEDA, embora não tenha sido de dependência orgânica ou programática, foi evidente a nível ideológico, pessoal e até institucional. As queimas de igrejas e os assassinatos de padres durante a fracassada revolução de 1934 lembraram a todos que o religioso era uma frente de confronto entre as Duas Espanhas. Parecia tragicamente evidente que os espanhóis estavam

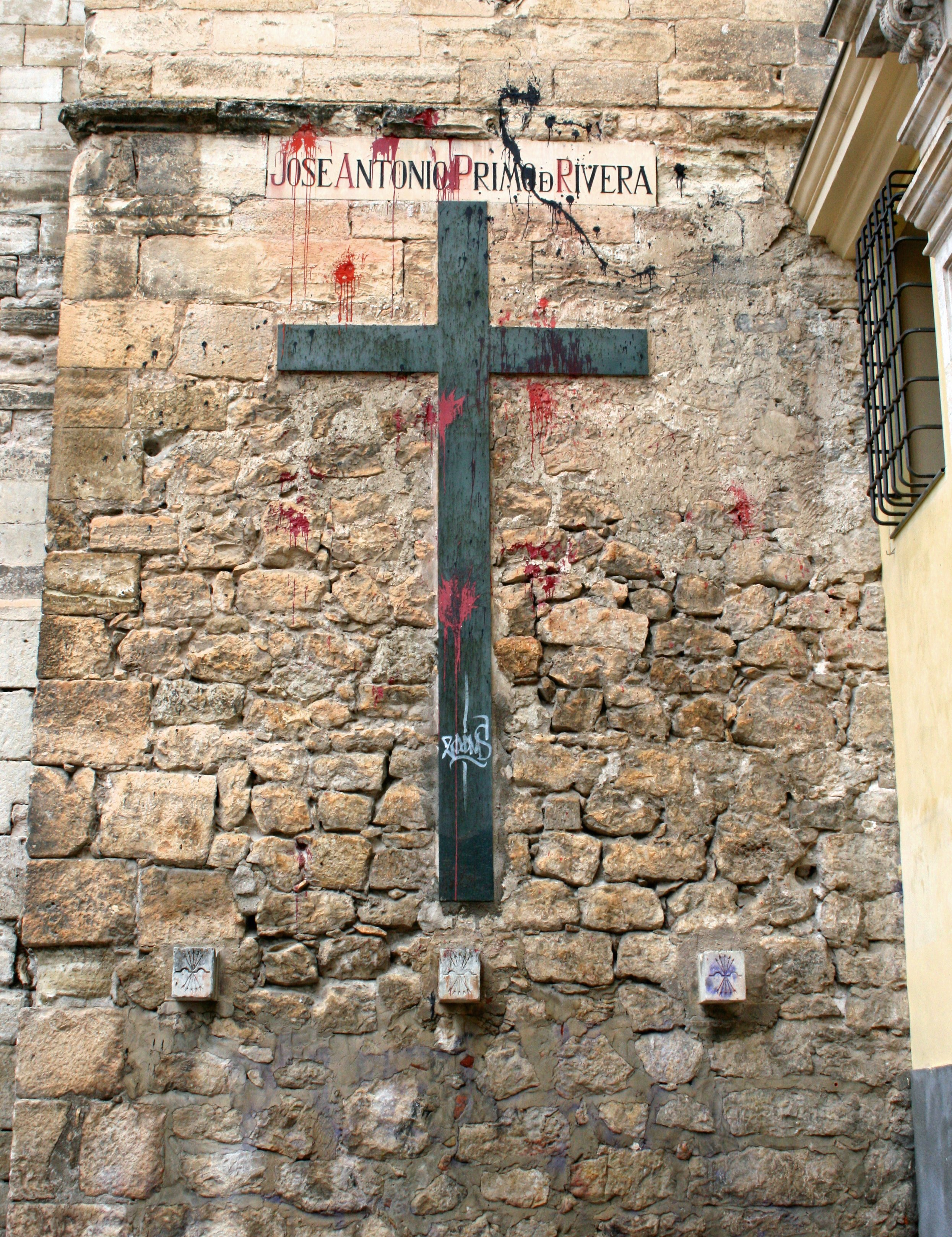
Em inúmeras igrejas de Espanha foram colocadas, ao final da Guerra Civil, placas de homenagem aos Caídos por Dios e por Espanha, com uma lista iniciada em todos os casos por José Antonio Primo de Rivera (o ausente) e continuada pelos mortos do lado nacional da localidade. Costumava terminar com um marcial ¡Presentes!. Esta corresponde ao muro exterior da Catedral de Cuenca, e foi alvo de sabotagem com tinta vermelha.

### Guerra Civil Espanhola
Com a Persecução religiosa durante a Guerra Civil Espanola chegou o martírio para não poucos dos dirigentes sindicais católicos que ficaram na parte de Espanha controlada pelo Ado republicano, tendo caído Dimas Madariaga Almendros e seu presidente Ricardo Cortés Villasana, ambos deputados. Também foi assassinado o padre dominico José Gafo, fundador do Sindicato dos Ferroviários Livres de Madri e beatificado em outubro de 2007 pelo papa Benedicto XVI.
...

Enquanto na Espanha marxista vive-se sem Deus, nas regiões intactas ou reconquistadas celebra-se profusamente o culto divino e florescem novas manifestações da vida cristã.

Pamplona, 1º de julho de 1937
A Carta coletiva do episcopado espanhol durante a Guerra Civil teve grande repercussão internacional, atraindo apoios ao lado franquista, sobretudo entre os católicos franceses e norte-americanos e o Vaticano. Diante da supressão quase total das atividades de culto na zona republicana e dos assassinatos de milhares de pessoas especialmente relacionadas com a Igreja (bispos —13 de um total de 70—, padres, religiosos masculinos e femininos e leigos), o documento considerava a situação como uma perseguição religiosa e suas vítimas como mártires, e justificava a sublevação militar como algo providencial: uma verdadeira Cruzada que deveria salvar Espanha do ateísmo marxista.
Entre os bispos com mais destaque durante a Guerra Civil estiveram Enrique Plá e Deniel (As dos ciudades, 1936; O Triunfo da Ciudade de Dios e a resurrecção de Espanha, 1939) e os cardeais Pedro Segura e Isidro Gomá. A influência vaticana no novo Estado Nacional de Franco foi muito importante, tanto que até conseguiu impedir (janeiro de 1939) a ratificação de um acordo de cooperação cultural assinado com a Alemania nazista, que via como perigoso em termos ideológicos. Contudo, houve algum cardeal (Francisco Vidal e Barraquer) que se recusou a assinar a Carta colectiva e que se negou a reconhecer o regime franquista, morrendo exilado em Roma.
Paradoxalmente, também houve religiosos mortos pelas tropas franquistas, embora em número reduzido: vários padres católicos relacionados com o nacionalismo basco e alguns membros de outras confissões: pelo menos uma testemunha de Jeová, Antonio Gargallo, declarou-se objetor de consciência, e um pastor protestante (amigo de Unamuno) que, além disso, era maçom. A maçonaria foi um movimento que, justamente por não ser religioso, mas sim sua contrafigura, foi especialmente reprimido pelo lado vencedor, que teve uma verdadeira obsessão com a suposta conspiração judeomasónica.

### Nacionalcatolicismo
O confronto dos sindicatos católicos com os falangistas, após a Guerra Civil, implicou a sua dissolução através do Decreto de Unificação Sindical de 2 de agosto de 1940 e posterior circular do Delegado Nacional de Sindicatos de 28 de novembro do mesmo ano.
Somente a Confederação Nacional Católico-Agraria contava, em 1940, com 2.726 sindicatos, 1.146 Caixas Rurais e 33 Federações, com um total de cerca de 255.000 famílias. Algumas organizações locais foram salvas, por uma estratégia bem pensada, como as da província de Burgos e de Navarra.

O Estado assumirá a proteção da liberdade religiosa, que será garantida por uma tutela jurídica eficaz que, ao mesmo tempo, salvaguarde a moral e a ordem pública...

O Estado reconhece e ampara a família como instituição natural e fundamento da sociedade, com direitos e deveres anteriores e superiores a toda lei humana positiva. O casamento será um e indissolúvel. O Estado protegerá especialmente as famílias numerosas.

Após a derrota do Eixo na Segunda Guerra Mundial, o Vaticano foi o maior apoio internacional do governo de Francisco Franco, manifestado no que foi o maior evento internacional — tanto religioso quanto civil — celebrado em Espanha naqueles anos: o Congreso Eucarístico Internacional de Barcelona (1952), que de fato significou o começo da abertura para o exterior com intercâmbios cada vez maiores em todos os termos, e também o fim da sociedade fechada dos anos quarenta, em que a imposição de uma forma obscurantista e repressiva de compreender a religião era onipresente em todos os aspectos da vida pública e privada.
Além disso, a Igreja Católica espanhola obteve inúmeros benefícios econômicos do regime fascista em propriedades (o artigo 206 da Ley Hipotecaria de 30 de dezembro de 1944 permitia à Igreja imatricular bens sem «título escrito de dominio», isto é, sem escrituras que comprovassem a propriedade). Foi restabelecida, como antes da República, a disciplina de ensino da religião católica obrigatória, e aqueles que se casaram civilmente tiveram que lidar com todo tipo de dificuldades; além disso, em certa ocasião, a hierarquia eclesiástica advertiu contra a extensão dos avales em favor dos vencidos, que os padres concediam, pois, segundo o bispo de Cartagena, «Entidades oficiales se quejan da facilidade com que algunos sacerdotes, llevados sin duda da compasão, avalan a conducta de ciertas personas que no merecen tal servicio».
Os professores republicanos não puderam voltar ao trabalho e foram depurados (ver depuração franquista do magisterio espanhol) e consolidou-se uma grande rede de centros de ensino privado católico, às custas do público e do privado laico: por exemplo, foi suprimida a histórica Institução Libre de Ensenhanza, a Residencia de Estudiantes e outras instituições afins. Em troca, foi consentido o genocidio e a enorme repressão de entre 114.000 e 150.000 pessoas, a grande maioria católicos ou com o único crime de deserção ao regime ou por possuírem filiação sindical, muitos deles executados sem que sequer se registrasse seu nome) após a Guerra Civil, entre 1939 e 1943, quando Franco mudou sua política de limpeza étnica ao ver que Hitler iria perder a guerra.
Com uma linguagem marcadamente agustinista, o Concordato de 1953 reconhecia áreas competenciais importantíssimas ao papado, e uma liberdade de expressão e atuação da qual nenhuma outra instituição ou indivíduo gozava (coisa que produziria conflitos no futuro), ao mesmo tempo que garantia a Franco o exercício do direito de indicação de bispos que tradicionalmente correspondia aos reis (e que continuou vigente e utilizado até que João  Carlos I renunciasse a ele em julho de 1976).

A Religião Católica, Apostólica Romana, continua sendo a única da Nação espanhola e gozará dos direitos e prerrogativas que lhe correspondem em conformidade com a Lei Divina e o Direito Canônico.

O Estado espanhol reconhece à Igreja católica o caráter de sociedade perfeita e lhe garante o livre e pleno exercício de seu poder espiritual e de sua jurisdição, bem como o livre e público exercício do culto... a Santa Sé poderá livremente promulgar e publicar em Espanha qualquer disposição relativa ao governo da Igreja e comunicar sem impedimento com os Prelados, o clero e os fiéis do país, da mesma forma que estes poderão fazê-lo com a Santa Sé.

Gozarão das mesmas faculdades os Ordinários e as outras Autoridades eclesiásticas no que diz respeito ao seu Clero e fiéis.

Os católicos eram considerados como uma das famílias do franquismo, e o nacionalcatolicismo como uma das suas principais marcas de identidade, pelo menos até o Concilio Vaticano II, mas isso não ocultava a existência de distintas correntes dentro do complexo mundo englobado na expressão "os católicos": desde posições próximas à democracia cristiana europeia (Joaquín Ruiz-Giménez), os ativistas da Acção Católica e suas seções (presentes no mundo laboral, às vezes sobrepostos e até confrontados com a "família nacionalsindicalista" ou falangista), a imprensa católica (Ángel Herrera Oria e o diario Ya) ou a debatida atividade do Opus Dei, fundado em 1928 por José María Escrivá de Balaguer, alguns dos quais, desde o final dos anos cinquenta, alcançaram considerável presença no mundo político (os ministros tecnocratas: Gregorio López Bravo, Aureano López Rodó) e econômico (Banco Popular), sendo afetados pela repercussão mediática e pela instrumentalização política de alguns escândalos do final do franquismo (Matesa). Mais tarde, o fundador seria beatificado (1999) e canonizado (2002) por João Paulo II, após erigir a Obra numa prelatura pessoal.

#### Perseguição do Protestantismo durante a Guerra Civil e o Franquismo

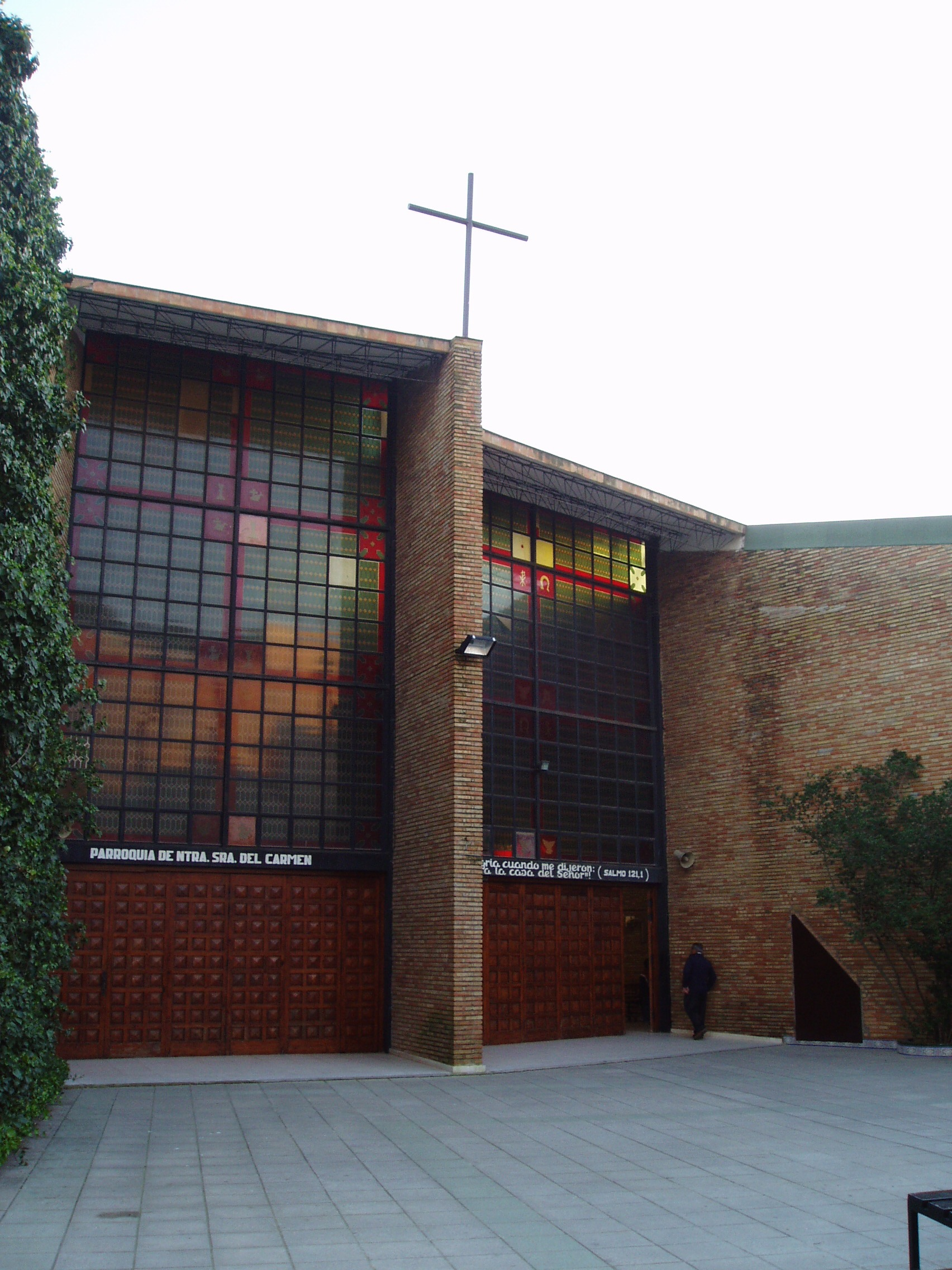
Igreja de Nossa Senhora do Carmo em Punta Umbría (Huelva), de Miguel Fisac.

Durante a Guerra Civil Espanhola, o regime franquista perseguiu os 30.000 protestantes espanhóis e obrigou muitos pastores a abandonar o país. Uma vez terminada a guerra, foram confiscadas as traduções não católicas da Bíblia e fechadas as escolas protestantes. Ao final da guerra, a liberdade de consciência foi suprimida e o franquismo tentou apagar a memória histórica do protestantismo espanhol.

### Aggiornamento
A partir do Concílio Vaticano II (que foi qualificado como um aggiornamento ou atualização), a Igreja espanhola experimentou profundas transformações, começando pelas relativas à aplicação de suas consequências. As mais evidentes foram as mudanças litúrgicas: da missa em latim para as línguas vernáculas (na maior parte de Espanha em idioma castelhano, e em menor medida nas demais línguas não oficiais naquela época —catalão, gallego e basco—, com alguma controvérsia). O aspecto tradicional das igrejas, repletas de imagens, foi substituído, nas de nova criação, por espaços diáfanos, vitrais abstratos e simplicidade decorativa, que confere protagonismo máximo aos crucifixos de grandes dimensões, o que as faz assemelhar-se a templos protestantes. Já haviam marcado o precedente as igrejas dos agostinianos de Moratalaz e dos dominicanos de Alcobendas (1955), ambas de Miguel Fisac, naquele momento próximo ao Opus Dei. A música de órgão, o gregoriano e a polifonia perderam seu monopólio, e começou a ser habitual encontrar grupos musicais juvenis que introduziram instrumentos próprios do pop (guitarras, percussão) e mudaram os hábitos para um traje mais informal, como fazem os próprios padres, não sem escândalo da opinião mais conservadora.
Cada vez se tornou mais habitual a presença de cristãos na oposição al franquismo, incluindo membros da hierarquia apoiados pelo pontificado de Paulo VI (considerado "progressista"), com notáveis escândalos, como o protagonizado por Monsenhor Anhoveros. Cabeça visível desta corrente era Vicente Enrique e Tarancón, que já havia se destacado por sua sensibilidade social em março de 1950 com uma pastoral intitulada O nosso pão de cada dia, e que demonstrou ter a confiança do Vaticano ao suceder o "conservador" Casimiro Morcillo na arquidiocese de Madri (1971, num momento delicado, os últimos anos de Franco, que ainda exercia o derecho de presentação de bispos). Tarancón, que havia sido, nos anos 1950, secretário do Episcopado Espanhol, foi nomeado presidente da conferencia episcopal espanhola (instituição fundada em 1966).
No que começou a ser denominado comunidades cristianas de base contou-se com a presença dos chamados padres obreros, entre os quais se destacou o Padre Llanos, em el Pozo do Tío Raimundo (periferia de cortiços de Madri). As Hermandades Obreras de Acção Católica (HOAC) começaram a entrar em contato com a atividade dos sindicatos clandestinos vinculados aos partidos ilegais (socialista ou comunista), fundando-se uma de inspiração cristã: a USO (Unión Sindical Obrera). O mundo do nacionalismo vasco, sempre próximo ao clero local, viu como ao tradicional PNV se adicionava uma cisão partidária da ação terrorista (ETA), que foi evoluindo para a ideologia marxista e tercermundista. No âmbito social, a presença do clero foi essencial no movimento cooperativista de Mondragón (fundado por José María Arizmendiarrieta em 1956). Em Catalunha, o Mosteiro de Montserrat acolheu, em diversas ocasiões, movimentos catalanistas e de oposição ao franquismo. Além de Unió Democràtica de Catalunya, o partido democristão catalanista existente desde a Segunda República, foi fundado em 1956 Crist i Catalunya ou Catòlics Catalans, reconvertido na Convergència Democràtica de Catalunya de Jordi Pujol, que teve em seu próprio mosteiro a sua assembleia fundacional em 17 de novembro de 1974.
Um momento de forte tensão foi a campanha Volem bisbes catalans! (Queremos bispos catalães!), lançada contra o nomeamento de Marcelo González Martín como arcebispo de Barcelona em 1967.
Mais importante numericamente foi a parte dos bispos e dos movimentos católicos com atitudes mais tradicionais ou "conservadoras", inclusive alguns que podem ser considerados próximos ao búnker (ultradireita): tanto na hierarquia (Monsenhor José Guerra Campos, de destacada atividade nas cortes franquistas, e fundador da Hermandade Sacerdotal Espanhola), quanto em movimentos de inspiração católica, mas cuja vinculação com a igreja institucional é mais distante, e que se envolveram em atividades violentas (Guerrilleros de Cristo Rey).
Muitos clérigos e leigos católicos partiram para o exterior em labores missionárias, sendo especialmente importante a presença de clérigos espanhóis na América Latina, onde alguns deles participaram na construção do movimento denominado teologia da liberação, confrontando as estruturas de poder político e econômico, e até o próprio Vaticano (Ignacio Ellacuría, assassinado junto com outros jesuítas em o Salvador, ou Pedro Casaldáliga que continua sua atividade no Brasil).
Mas o que pode ser considerado a mudança mais notável da última etapa do franquismo foi a secularização da sociedade espanhola. A modernização econômica, a migração do campo para a cidade ou para a Europa, a influência do turismo e a abertura para o exterior foram todos fatores que influenciaram uma liberalização cada vez maior dos costumes: crise da família tradicional, busca pelo planificação familiar, uso de anticoncepcionais, relações pré-maritais, novas formas de ocio, movimentos juvenis, um incipiente feminismo... Os valores da sociedade de consumo, urbana e industrial, prevaleciam sobre os valores da sociedade preindustrial. O distanciamento que grupos cada vez maiores da população espanhola demonstravam com suas atitudes e opiniões não tinha a ver, como nos anos anteriores à Guerra Civil, com um anticlericalismo violento. Tampouco era consequência das consignas políticas de esquerda, de seguimento minoritário, que consideravam a Igreja como um dos "poderes fácticos".}}

### Democracia
1. Se garante a liberdade ideológica, religiosa e de culto dos indivíduos e das comunidades, sem restrição além daquela necessária para a manutenção da ordem pública protegida pela lei.
2. Ninguém poderá ser obrigado a declarar sobre sua ideologia, religião ou crenças.
3. Nenhuma confissão terá caráter estatal. Os poderes públicos levarão em conta as crenças religiosas da sociedade espanhola e manterão as consequentes relações de cooperação com a Igreja Católica e as demais confissões.
Artigo 16 da Constituição espanhola de 1978

A Constituição de 1978 – embora proclame a liberdade religiosa – confere um tratamento especial à Igreja Católica. Muito mais compromissos por parte do Estado obteve o Vaticano nos Acordos entre o Estado espanhol e a Santa Sé de 1979, tildados por alguns juristas pré-constitucionais.
Uma parte dessas concessões foi a garantia de continuidade do financiamento da Igreja Católica, que inclusive ultrapassou o Concordato, o qual previa a autofinanciamento num futuro que sucessivamente se vem adiando, embora os últimos acordos o façam parecer iminente. Como procedimento para os pagamentos, o Ministério da Fazenda estabeleceu em 1988 – como solução temporária com perspectivas de autofinanciamento da Igreja para 1991 – uma percentagem do IRPF (imposto de renda) dos contribuintes que, voluntariamente, assinalam uma caixa na declaração, sem que isso implique em pagamento adicional. Essa percentagem foi inicialmente de 0,5239%, complementada anualmente com uma contribuição extra. Em 2006, o governo de José Luis Rodríguez Zapatero reformou esse sistema de financiamento, elevando para 0,70% a cota correspondente à caixa.
Desde 2008, a quantia aportada tem sido de cerca de 250 milhões de euros por ano.
Além disso, a Igreja goza de isenções fiscais (que estão sendo questionadas pela União Europeia) e de subsídios a diversas instituições por múltiplas razões – normalmente em função de sua atuação social (educativa, assistencial, cultural, preservação do patrimônio etc.). As demais confissões religiosas costumam reclamar por não receberem tratamento semelhante.

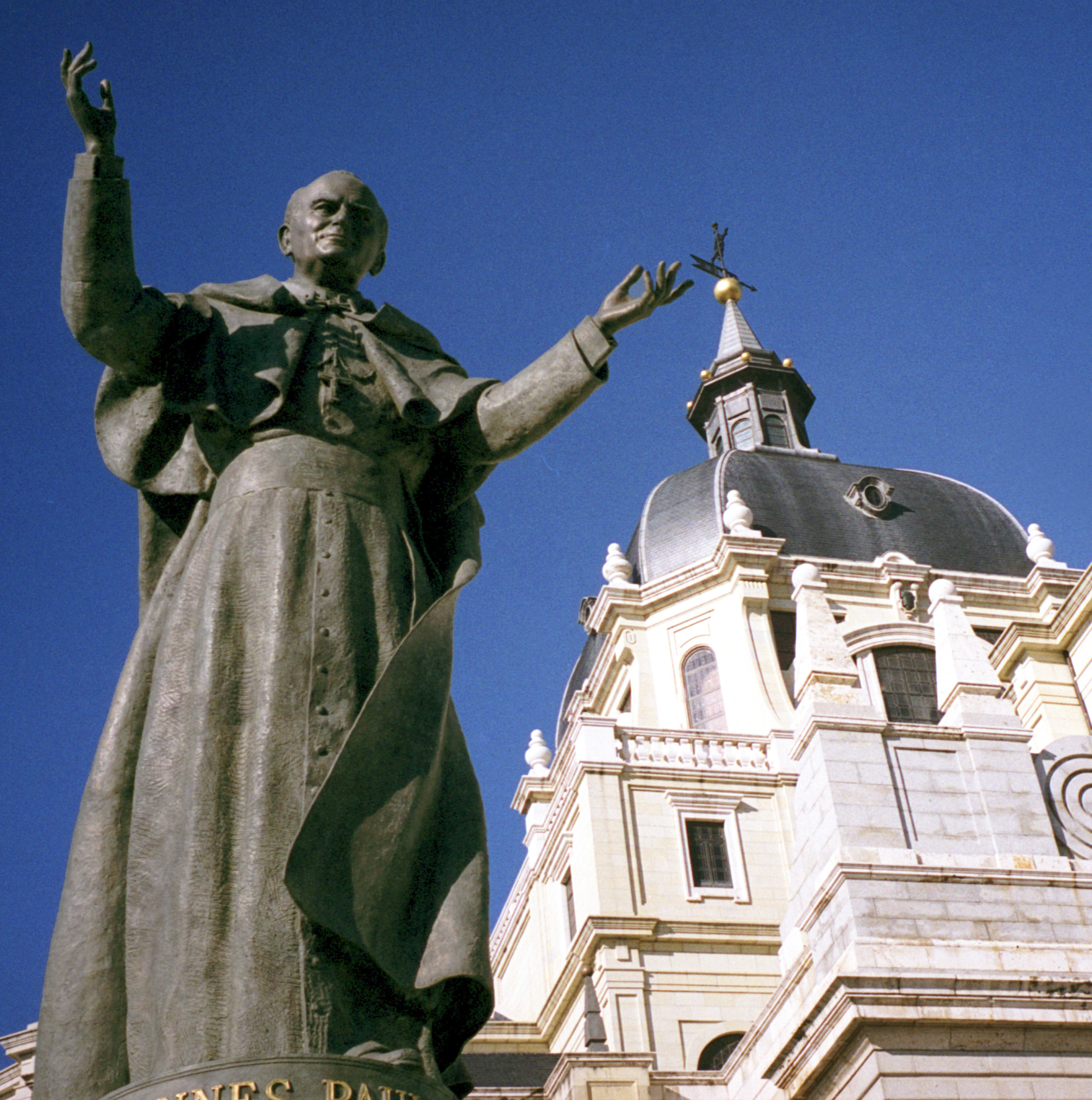
Estátua de João Paulo II diante da Catedral da Almudena de Madrid, a última construída em Espanha e a única em toda a sua história que foi consagrada por um Papa.

A Conferência Episcopal Espanhola costuma apresentar-se na mídia dividida entre bispos de duas sensibilidades – “moderada” (o termo “progressista”, dos anos 1970, já não se utiliza) e “conservadora”, com a segunda ganhando terreno a partir dos anos 1980, durante as presidências de Elías Yanes, Antonio María Rouco Varela e Ricardo Blázquez Pérez.
Também se refletem tensões territoriais que reproduzem aquelas existentes na configuração autonômica do Estado. Chegou-se a solicitar ao Vaticano a constituição formal de uma conferência separada ou de uma Província Tarraconense para as dioceses catalãs, que costumam coordenar-se entre si. De forma semelhante, as dioceses basco-navarras atuam de maneira correlata. Apesar disso, a sujeição à autoridade papal – transmitida direta ou indiretamente, por meio da figura do Núncio apostólico – fez com que houvesse poucos momentos que possam ser considerados verdadeiramente problemáticos.
Talvez os episódios mais notáveis tenham sido protagonizados pela atitude polêmica do bispo de São Sebastián José María Setién em relação ao terrorismo do ETA, que, contudo, sempre contou com a solidariedade da Conferência. Conflitos entre dioceses – como o dos povos aragoneses, que passaram a depender de Huesca e reivindicam seu patrimônio artístico depositado em Lérida num litígio que chegou ao Vaticano e ainda não foi resolvido – tiveram relevância muito menor.
As comunidades cristãs de base (cuja presença social não parece ter aumentado desde a época dos padres operários) e movimentos como a Asociação de Teólogos João  XXIII (Enrique Miret Magdalena, João  José Tamayo) distanciaram-se notavelmente da hierarquia eclesiástica, propondo diversas linhas de divergência:
- Movimento pelo celibato opcional
- Questionamento do papel da mulher na Igreja (menos radical do que nas confissões protestantes dos Estados Unidos e do Norte da Europa)
- Opção preferencial pelos pobres (como exemplificado atualmente na paróquia de São Carlos Borromeo em Vallecas, Madrid)

Em contrapartida, as visitas a Espanha de João Paulo II, desde 1982, permitiram a visibilização da força do catolicismo “tradicional” no período pós-Transição. É bastante notório que as mobilizações massivas contra determinados projetos políticos foram, nos últimos anos, muito mais intensas (sobre temas relativos ao ensino e ao casamento igualitário) do que aquelas ocorridas nos anos 1980 contra o divórcio e o aborto. A possibilidade de criar um partido confesional, descartada desde a Transição, voltou a ser considerada como uma das reações possíveis ao terreno perdido – no que, tanto do Vaticano quanto da hierarquia eclesiástica, se considera “uma vinha devastada pelos javalis do laicismo” e “um país de missão”.

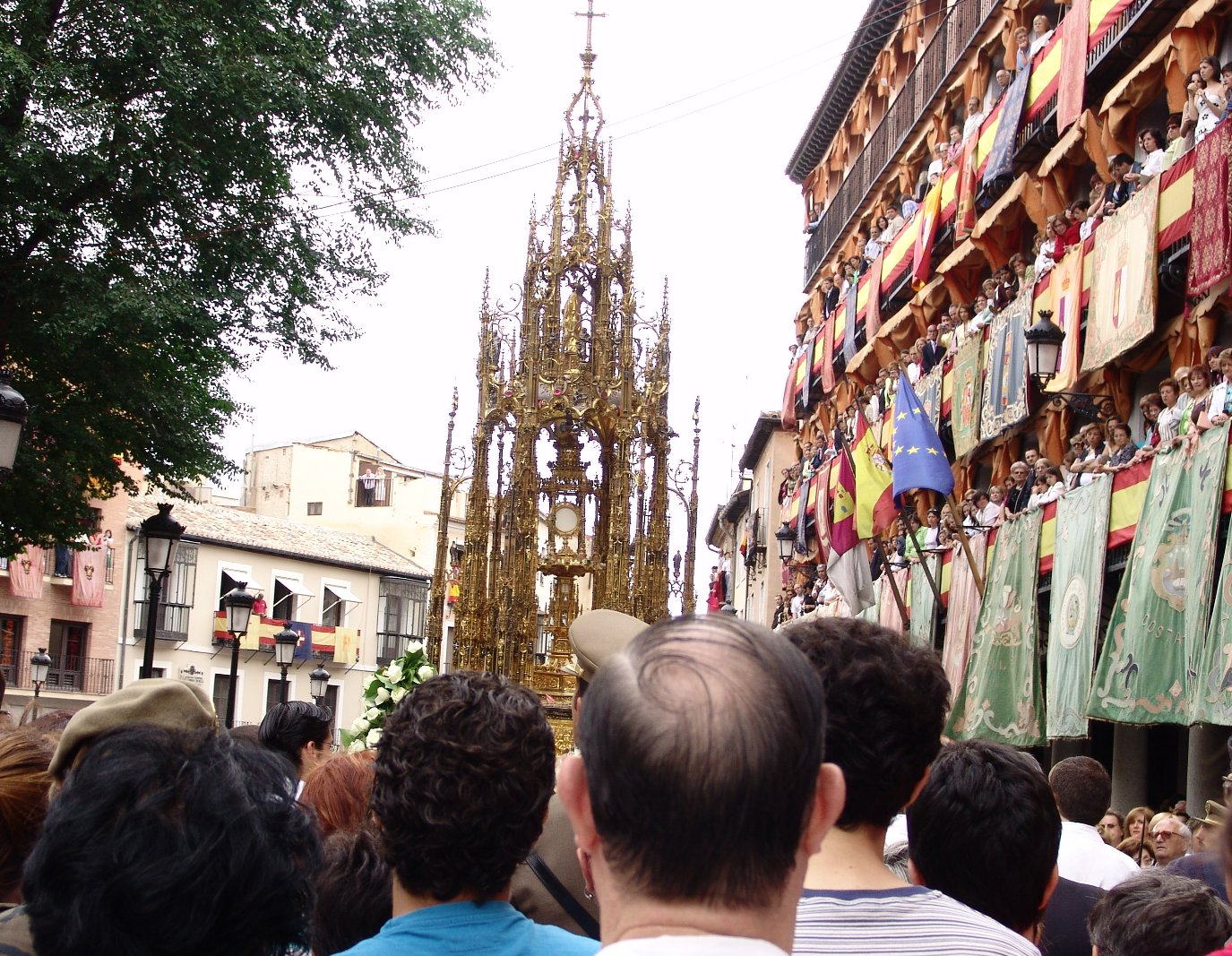
Procissão da Custódia no dia do Corpus Christi em Toledo.

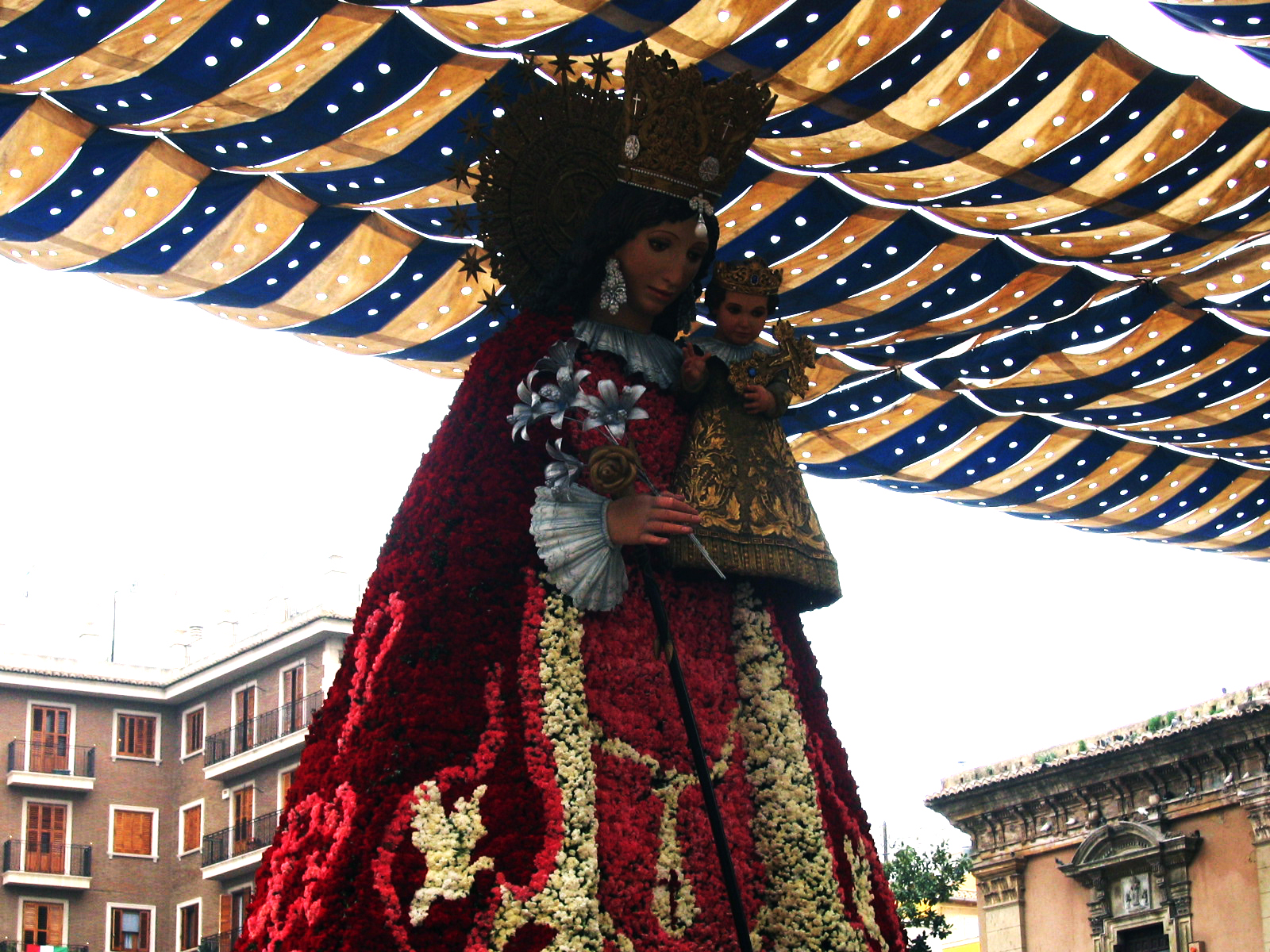
A Virgem dos Desamparados, em Valência, é objeto de uma espetacular oferenda floral – uma das manifestações de devoção mariana que fizeram da Espanha o que se tem chamado de “Terra de Maria Santíssima”.

## Cristianismo na Espanha atual

### Estatísticas de adscrição religiosa
- Católico 72,1 %
- Crente de outra religião 2,4 %
- Não crente 13,3 %
- Ateu 9,8 %
- Não responde 2,3 %
Pergunta 24 do Barômetro do CIS de maio de 2016[109]

- Quase nunca 59,4 %
- Várias vezes ao ano 14,7 %
- Alguma vez por mês 8,8 %
- Quase todos os domingos e feriados 14,2 %
- Várias vezes por semana 1,8 %
- Não responde 1,1 %
Pergunta 24a

Segundo estatísticas comparativas obtidas a partir de dados das diversas dioceses católicas, a Espanha é o oitavo país católico do mundo em número de fiéis: 37 165 000 (87,79 % de um total de 42 335 000 habitantes), e sua estrutura institucional é das mais desenvolvidas (70 dioceses, 25 281 sacerdotes – 16 920 deles diocesanos e o restante “religiosos” – 176 diáconos permanentes, 13 364 religiosos masculinos, 52 243 religiosas femininas e 22 680 paróquias).
Os sucessivos barômetros do CIS reduzem a percentagem de católicos para algo acima de 70 %, com a maioria dos católicos não praticantes.
A percentagem de contribuintes que assinalam a cruz na declaração de renda para o sustento da Igreja é menor, situando-se em torno de um terço.

### Secularização e pervivência da religiosidade popular
A vida da maioria dos espanhóis continua incluindo a assistência à igreja para os diversos sacramentos cristãos (batismo, comunhão, casamento, funeral), embora a adesão a essas práticas tenha sofrido um declínio substancial – os casamentos civis passaram de 24 % em 2000 para 44 % em 2006.
Os nomes dados aos filhos permanecem, em sua maioria, de origem cristã, mesmo entre os não crentes.
O ritmo laboral continua marcado pelas “festas de guardar” (independentemente do valor espiritual que lhes atribuam aqueles que as desfrutam, tendo em vista que domingos, feriados e férias encontram-se quase totalmente secularizados e sujeitos às novas formas de lazer). Não há em Espanha um debate semelhante ao francês acerca da “es:multiculturalização” do calendário de festas.
A secularização generalizada de todos os âmbitos da vida social provoca interferências entre as crenças particulares dos católicos e o que se espera socialmente do desempenho de determinadas atividades profissionais, notadamente entre médicos e farmacêuticos. Conflitos nesse âmbito chegaram a ocorrer, recorrendo muitos a utilizar a objeção de conciencia em temas como a prática legal do aborto, a dispensação de anticoncepcionais e a chamada píldora do día siguiente.
No caso dos juízes, a aplicação da lei do casamento igualitário também suscitou uma tentativa similar, que não foi admitida pelo Conselho Geral do Poder Judicial.
As manifestações multitudinárias continuam a representar mobilizações de identidade local, regional ou nacional – Semana Santa em Espanha, Romaria do Rocío, Procissão do Corpus de Toledo, Mistério de Elche, paixões vivas, ciclo festivo do Natal (com costumes como o culto do presépio ou os presentes dos Reis Magos), confrarias que presidem a vida social de determinadas localidades (brancos e azuis em Lorca), devoções amplamente disseminadas em certos grupos (rosários, novenas, vigílias, campanilleiros etc.). Do ponto de vista, quiçá, frívolo, podem ser consideradas as festas de moros y cristianos, bastante significativas pela identificação com a concepção histórica que transmitem – tendo, afinal, um referencial religioso.
Os ritmos anuais ligados à natureza e à agricultura continuam a ser importantes nas zonas rurais, fazendo com que as festividades religiosas ligadas à colheita de cereais e à vindima se mantenham relevantes (São João, a Virgem de Agosto etc.). Em contrapartida, o carnaval – tradicionalmente considerado como uma “contrafigura” da Semana Santa – foi completamente secularizado. Por outro lado, a identificação local (Montserrat), regional (Virgen dos Abandonados, Virgen da Macarena) ou “hispânica” (Virgen do Pilar, Virgen de Covadonga), profundamente enraizada em uma sensibilidade facilmente manipulável, permite a instrumentalização política das devoções religiosas, que, sem atingir a violência de épocas passadas, ocasionalmente gera escândalos (por exemplo, os suscitados pelas paródias de Els Joglars).

### Espanha, terra de Maria Santíssima

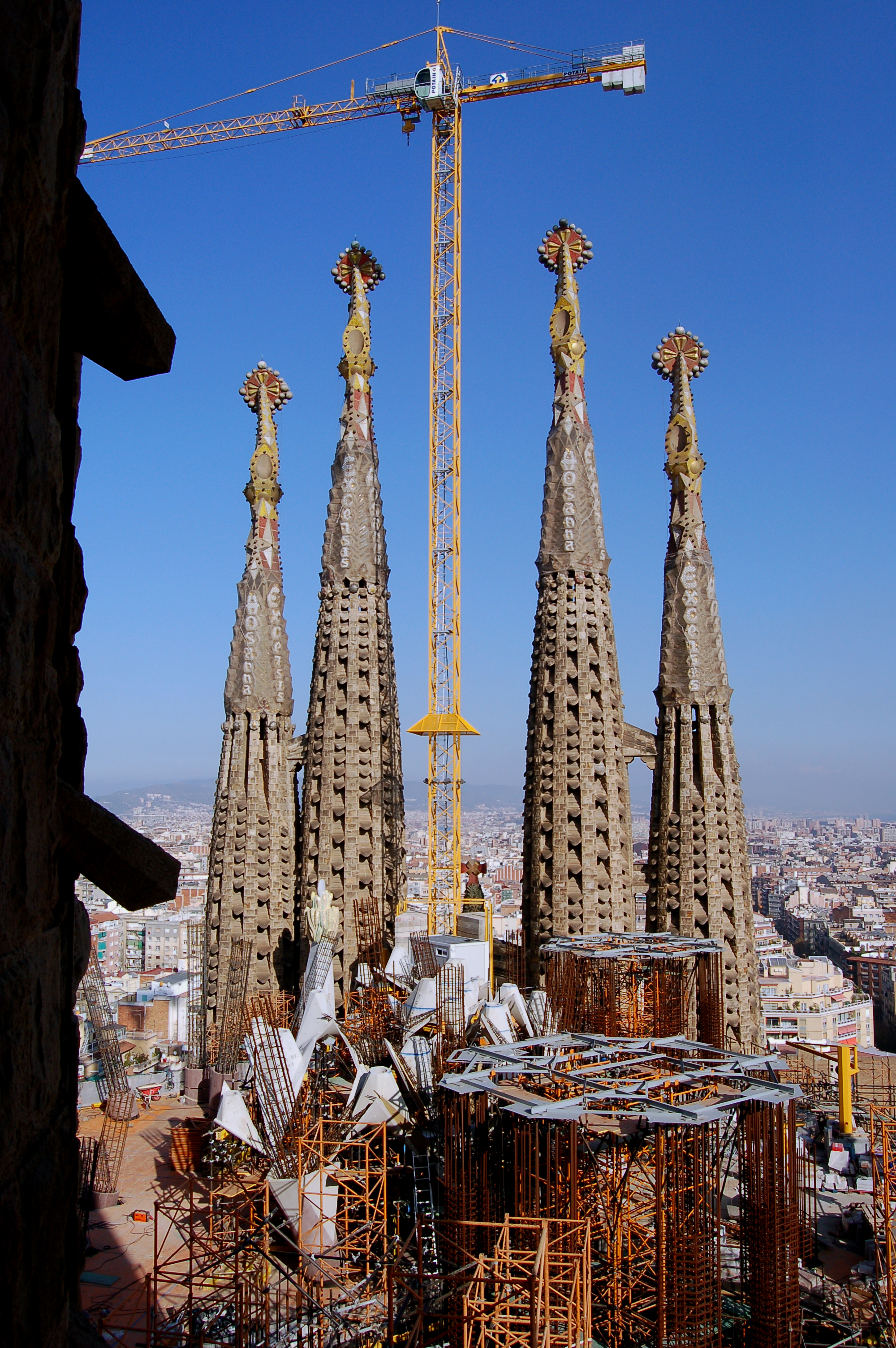
A construção do Templo Expiatório da Sagrada Familia de Barcelona, iniciada por Gaudí, evidencia a pervivência do cristianismo como religião amplamente majoritária na Espanha contemporânea.

João Paulo II, em suas visitas a Espanha, fez diversas referências a esse tema.

Em outra alocução, no Rocío, pode-se interpretar que a referência é tanto à Espanha quanto, de forma restrita, à Andaluzia, que também costuma exibir esse lema: 

## Novas instituições
A persistência da dificuldade na renovação das vocações religiosas resultou no envelhecimento do clero (a média de idade dos sacerdotes em atividade é de 63,3 anos) e até em sérias dificuldades na assistência paroquial (das 23 286 paróquias, 10 615 não possuem sacerdote residente).
Apesar disso, os últimos anos têm se caracterizado por uma intensificação da presença social de pessoas e instituições vinculadas à Igreja Católica, em diversos âmbitos:

### ONG
Cáritas, organizada a nível diocesano e com uma confederação estatal, é a ONG mais importante de Espanha, contando com um numeroso voluntariado em programas contra a pobreza, a marginalização e outros problemas sociais.

### Centros sanitários e assistenciais
Existem numerosos centros sanitários e assistenciais que são propriedade da Igreja ou que são dirigidos por eclesiásticos ou religiosos. Segundo dados de 2013, trata-se de 68 hospitais, 57 ambulatórios, 801 lares para idosos e inválidos, 264 creches, 227 orfanatos, 176 consultórios familiares e outros centros para diversos fins.

### Educação confesional cristã
A educação religiosa está bastante disseminada – não tanto pelos colégios privados (pagos) quanto, na maioria dos casos, através dos colégios concertados. Estes mantêm um ideario definido pela propriedade (a grande maioria deles é de inspiração religiosa), mas são gratuitos, subsidiados pela administração pública por meio de um concerto (embora, na prática, os pais tenham de arcar com um custo econômico um pouco superior ao dos colégios públicos, em razão de atividades extraescolares, associações teoricamente voluntárias, uniforme etc.); esses estabelecimentos escolarizam mais de 30 % dos alunos nos níveis obrigatórios.
De acordo com o semanário Alfa e Omega, cerca de 1,4 milhões de crianças frequentam centros educativos da Igreja.
A disciplina de religião é ofertada em caráter obrigatório em todas as escolas e institutos, sendo optativa para os alunos. Sua escolha é majoritária – 77 % dos estudantes que a cursam –, embora haja uma tendência decrescente ao longo do tempo e com o avançar da idade dos alunos.
Após diversas mudanças de modelo desde a Transição (quando a disciplina de religião deixou de ser obrigatória), atualmente (curso 2010–2011) a aula de religião dispõe de uma alternativa não confesional (História e Cultura das Religiões) e de “Medidas de Atenção Educativa” para os alunos que não optem por nenhuma delas. Se o número de interessados for suficiente, as autoridades educacionais também devem oferecer ensino religioso em outras confissões de “notório arraigo” (protestantismo, judaísmo ou islã). A contratação e o pagamento dos professores de religião ficam a cargo da administração educativa, mas a sua escolha compete ao bispo de cada diocese, que pode não renová-los se sua conduta (inclusive sua vida privada ou extracurricular) não estiver de acordo com o que ele considere apropriado por motivos morais ou doutrinários. Essa peculiar relação laboral tem sido objeto de diversos litígios, mas está respaldada pela jurisprudência do Tribunal Constitucional.
Outrossim, no âmbito associativo, destacam-se a associação de pais católicos CONCAPA (Confederação Católica de Asociaciones de Padres de Alumnos) e as entidades patronais de escolas religiosas FERE (Federação Espanhola de Religiosos da Ensenhanza) e CECE (Confederação Espanhola de Centros de Ensenhanza). A FERE nem sempre coincide com as orientações dos bispos – pelo menos na atual polêmica sobre a objeção à disciplina de Educação para a Ciudadanía –, dos quais defendem uma postura mais moderada. A CECE, por sua vez, opõe-se frontalmente à referida disciplina.
A presença de universidades privadas é muito menor (8 % dos estudantes), entre as quais se contam diversas de orientação cristã (São Pablo CEU, ESADE, Universidade de Deusto, Universidade de Navarra, Universidade Ramon Llull…), várias delas administradas pelos jesuítas. A Universidade Católica São Antonio (Murcia), vinculada ao Camino neocatecumenal de Kiko Argüello (movimento laico católico de crescente influência), chegou inclusive a ter atritos com o episcopado dessa diocese. Persistem as antigas Universidades Pontifícias (Salamanca e Comillas).

### Meios de comunicação
Imprensa
Desapareceu o diario Ya (da Editorial Católica), que não conseguiu alcançar seu nível de influência. Diversos responsáveis pela comunicação em níveis eclesiásticos realizaram tentativas para produzir veículos de divulgação impressa mais modernos e sofisticados do que os tradicionais boletins paroquiais. Um exemplo é a revista Alfa e Omega, da Arquidiocese de Madrid, distribuída como suplemento no jornal ABC.
Rádio
A COPE é uma rede de emissoras de propriedade da Conferência Episcopal. Durante o governo de José Luis Rodríguez Zapatero (PSOE, 2004–2011), a COPE adotou uma estratégia de confronto permanente com o governo, tornando-se uma das principais porta-vozes da direita política e social em Espanha. O jornalista radiofônico Federico Jiménez Losantos teve papel de destaque nessa estratégia, o que suscitou graus variados de aceitação e rejeição dentro da própria hierarquia.
Televisão
Embora tenham ocorrido tentativas, a Igreja Católica não conseguiu que nenhuma emissora de televisão generalista de grande audiência assumisse uma orientação religiosa. Popular TV (do mesmo grupo da COPE) e Trece alcançaram, até o momento, uma difusão limitada.
Internet
A Internet dispõe de inúmeros sites onde diversas instituições católicas se apresentam. Sua influência – ou, ao menos, sua repercussão mediática – é inferior à de outros meios.

## O crescimento atual de outras confissões cristãs
Com a liberdade de culto garantida pela Constitução de 1978, houve um crescimento das confissões cristãs distintas do catolicismo. Embora seu alcance na população em geral seja limitado, elas são bastante relevantes em grupos para os quais a religião representa um mecanismo de preservação da identidade:
- Evangelicalismo entre a população cigana e os imigrantes latino-americanos.
- Igrejas ortodoxas entre os imigrantes romenos (compartilhamento de paróquias católicas e construção de uma grande igreja em Alcalá de Henares)[128] e búlgaros.

### Protestantes

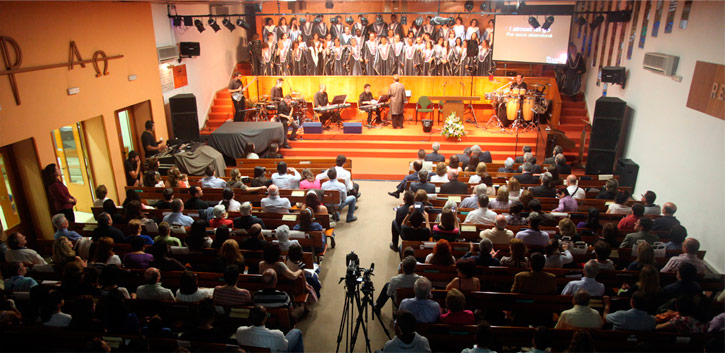
Interior do templo Batista em Madrid

Segundo o censo do INE 2008 em Espanha, o número de protestantes alcança 1 200 000 fiéis, dos quais 400 000 são espanhóis de origem e 800 000 são imigrantes, sobretudo latino-americanos e europeus. Em 2011, calculava-se um milhão e meio de protestantes, com quase três mil templos, o que permitia declarar o presidente da Federação de Entidades Religiosas Evangélicas de Espanha (FEREDE): “Somos, sem dúvida, a segunda confissão religiosa em Espanha por presença e por relevância social”.
As diversas confissões protestantes em Espanha estimularam a constituição conjunta dessa instituição (em 10 de novembro de 1992) para possibilitar o diálogo com o Estado espanhol, tendo em vista que o protestantismo é considerado uma das religiões de notorio arraigo, condição que compartilha com o islam e o judaísmo (não obstante, cada confissão deve se inscrever separadamente no Registro de Entidades Religiosas do Ministério da Justiça).

### Cristãos ortodoxos e orientais
Desde 1895 há atividade religiosa do cristianismo ortodoxo (ou oriental) em Espanha, atualmente concentrada em duas paróquias distintas, cada qual dependente de seu patriarcado: a paróquia de São Andrés e São Demetrio (Madrid, 1949, consagrada em 1973) da Iglesia ortodoxa de Grecia, que depende de Constantinopla por meio do exarca de Paris; e a paróquia da Santíssima Virgem María (1979, ainda sem templo próprio) da Iglesia Ortodoxa Rumana, dependente do Patriarcado da Rumania.
Atualmente, os diversos patriarcados históricos se estabeleceram no país, congregando as diferentes procedências étnicas dos fiéis em paróquias estáveis e organizadas. O número de adeptos ortodoxos começou a aumentar no início da década de 1990, quando Espanha recebeu uma afluência de trabalhadores migrantes da Europa Oriental. Em 2024, podem ser contabilizados, em todo o Estado, aproximadamente um milhão de fiéis ortodoxos. A nacionalidade predominante entre os adeptos é a romena (cerca de 670.000 romenos residem em território espanhol), seguidos dos búlgaros (~ 120.000), ucranianos (~ 110.000), russos (~ 80.000), moldavos (~ 20.000), georgianos (~ 18.000) e outros grupos minoritários (gregos, sérvios, do Próximo Oriente etc.).

### Exposições e catálogos
- As Edades do Home (série de catorze exposições temáticas em diversos locais de Castilla e León, de 1988 a 2007) página oficial
- A Llum de les Imatges (em idioma castelhano, A Luz das Imagens), fundação valenciana que, por meio da Generalidade, restaurou numeroso patrimônio eclesiástico móvel e imóvel e organizou diversas exposições de temática religiosa em todas as catedrais e concatedrais, dioceses atuais e antigas da Comunidade Valenciana – como a primeira em Valência (1999), além de outras em Segorbe, Orihuela (Alicante), Sant Mateu (em Castellón, diocese de Tortosa), Alicante, Játiva (Valência, antiga sede episcopal), Castellón e, atualmente (2009–2010), novamente em Valência, onde a exposição intitulada A gloria do Barroco apresenta, em diversas igrejas desse estilo na cidade, exemplares da arte barroca eclesiástica da Comunidade.«a Luz das Imagens». Consultado em 20 de junho de 2010. Cópia arquivada em 2 de março de 2009
- Christus Splendor in Charitate: veinte siglos de cristianismo en Espanha (Barcelona, 2004)
- Inmaculada (Madrid, 2005)
- a Edade de um Reyno (Pamplona, 2006)
- Hispania Gothorum (Toledo, 2007)